# Quảng Châu
Quảng Châu (chữ Hán giản thể: 广州, phồn thể: 廣州, pinyin: Guǎngzhōu, Wade-Giles: Kuang-chou, việt phanh: Gwong2zau1, Yale: Gwóngjaū) là thủ phủ và là thành phố đông dân nhất của tỉnh Quảng Đông ở miền Nam Trung Quốc. Nằm trên sông Châu Giang, thành phố cách Hồng Kông 120 km (75 dặm) về phía Tây Bắc và cách Ma Cao 145 km (90 dặm) về phía Bắc. Quảng Châu có lịch sử hơn 2.200 năm và là một điểm cuối chính của con đường tơ lụa hàng hải và tiếp tục là cảng và trung tâm vận tải chính ngày nay, đây là một trong ba thành phố lớn nhất của Trung Quốc.
Quảng Châu nằm ở trung tâm của khu đô thị được xây dựng có số dân đông nhất ở Trung Hoa đại lục, một khu vực mở rộng đến các thành phố Phật Sơn, Đông Hoản và Thâm Quyến láng giềng, tạo thành một trong những vùng đô thị lớn nhất hành tinh. Về mặt hành chính, thành phố là thủ phủ của tỉnh. Vào năm 2015 khu vực hành chính của thành phố được ước tính có dân số 13.501.100. Quảng Châu được xếp hạng là một thành phố toàn cầu. Trong những năm gần đây, số lượng người nhập cư từ Đông Nam Á, Trung Đông, Đông Âu, và đặc biệt là từ châu Phi đã tăng lên nhanh chóng. Điều này đã dẫn tới nó được đặt tên là "Thủ đô của thế giới thứ ba". Dân số di cư từ các tỉnh khác của Trung Quốc ở Quảng Châu là 40% tổng dân số của thành phố trong năm 2008. Cùng với Thượng Hải, Bắc Kinh và Thâm Quyến, Quảng Châu là một trong những thị trường bất động sản đắt nhất ở Trung Quốc.
Quảng Châu có một lịch sử hai thế kỷ liên quan đến tầm quan trọng của nó đối với thương mại nước ngoài. Là cảng Trung Quốc duy nhất có thể tiếp cận được với hầu hết các thương nhân nước ngoài, thành phố này đã rơi vào tay người Anh trong chiến tranh nha phiến lần thứ nhất. Không còn hưởng thụ độc quyền sau chiến tranh, nó đã mất thương mại với các cảng khác như Hồng Kông (gần) và Thượng Hải, nhưng vẫn tiếp tục phục vụ như một trung tâm thương mại quan trọng. Trong thương mại hiện đại, Quảng Châu nổi tiếng với Hội chợ Hàng Châu hàng năm, hội chợ thương mại lâu đời và lớn nhất ở Trung Quốc. Trong ba năm liên tiếp 2013-2015, tạp chí Forbes xếp hạng Quảng Châu là thành phố thương mại tốt nhất Trung Quốc.

## Lịch sử

### Thời sơ khai
Vị trí hiện nay của thành phố được sử dụng ở bờ phía đông của con sông Châu Giang vào năm 214 trước công nguyên để làm căn cứ cho cuộc xâm lược không thành công đầu tiên của nhà Tần ở vùng đất Bạch Vân, miền nam Trung Quốc. Một số ý kiến cho rằng thành phố đầu tiên được xây dựng trên địa điểm nơi Quảng Châu hiện diện ngày nay là Phiên Ngung (番禺). Các sử sách thời xưa cho biết những người lính canh gác ở Phiên Ngung rất cảnh giác rằng họ đã không tháo áo giáp trong ba năm. Sau khi triều Tần bị lật đổ, năm 207 trước Công nguyên, tướng nhà Tần là Triệu Đà thành lập vương quốc Nam Việt của riêng mình và đóng đô ở Phiên Ngung năm 204 trước Công nguyên. Nó vẫn độc lập trong giai đoạn chiến tranh Hán-Sở, mặc dù Triệu đã đàm phán công nhận sự độc lập của mình để đổi lấy danh nghĩa danh giá của ông trước nhà Hán vào năm 196 TCN. Các bằng chứng khảo cổ cho thấy Phiên Ngung là một trung tâm thương mại mở rộng: ngoài những vật phẩm từ miền Trung Trung Quốc, các nhà khảo cổ học còn tìm thấy những thân cây có nguồn gốc từ Đông Nam Á, Ấn Độ và thậm chí ở Châu Phi. Triệu Đà được kế vị bởi Triệu Văn Vương và Triệu Minh Vương. Sau cái chết của Văn Vương vào năm 115 TCN, cậu con trai Triệu Ai Vương của ông được đặt tên là người kế nhiệm ông vì vi phạm nguyên tắc chủ đạo của người Trung Quốc. Vào năm 113 trước công nguyên, mẹ ông, Hoàng thái hậu 樛 Jiu (樛) đã nghe theo lời dụ của sứ thần nhà Hán khi đồng ý sẽ nộp Phiên Ngung cho nhà Hán. Thừa tướng Lữ Gia (呂嘉) đưa ra một cuộc đảo chính, giết chết bà và các sứ nhà Hán cùng với nhà vua, và những người ủng hộ bà ta. Để trả thù cũng như muốn thôn tính Nam Việt, vua Hán Vũ đế phát động một cuộc xâm lăng lớn trên sông và biển, giao cho Lộ Bác Đức chỉ huy và thôn tính thành công Nam Việt vào năm 111 TCN.

### Thời phong kiến

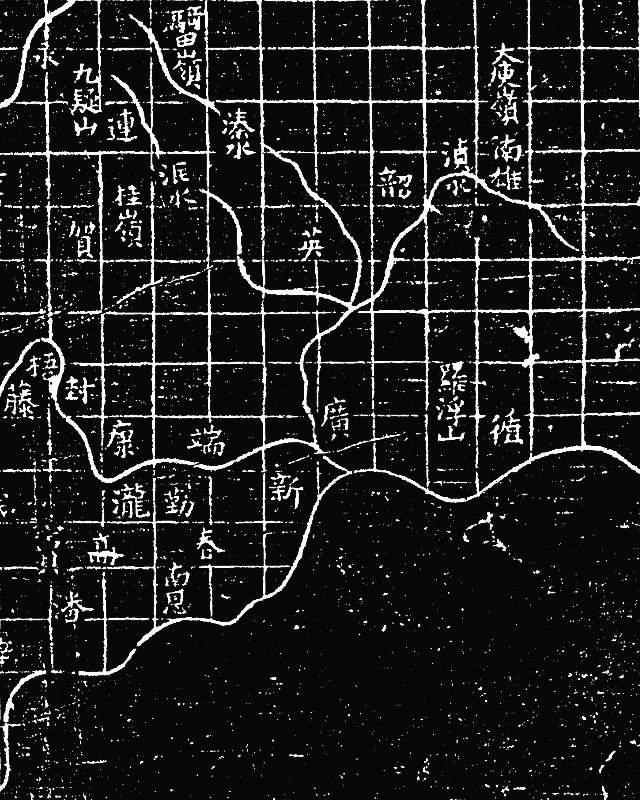
Bản đồ Quảng Châu năm 1136

Được sáp nhập vào lãnh thổ triều Hán, Phiên Ngung trở thành thủ phủ của tỉnh. Năm 226, nó đã trở thành trụ sở của tỉnh Quảng Đông, cái tên Quảng Châu vốn là tên châu, tên tỉnh, người dân quen với việc gọi tên thành phố theo tên tỉnh trong một khoảng thời gian dài khiến cho cái tên Phiên Ngung dần bị lãng quên. Trong thời Ngũ Đại Thập Quốc, viên thống đốc thời nhà Hậu Lương là Lưu Nghiễm đã sử dụng căn cứ của ông tại Phiên Ngung để thành lập đế chế "Đại Hán" hay "Nam Hán", kéo dài từ năm 917 đến 971. Khu vực đạt được thành công đáng kể về văn hoá và kinh tế trong giai đoạn này. Từ thế kỷ 10 đến thế kỷ 12, có nhiều ghi nhận rằng các cộng đồng nước ngoài lớn không chỉ là đàn ông, mà còn bao gồm cả "phụ nữ Ba Tư". Quảng Châu được du khách người Ma rốc Ibn Battuta đến thăm trong suốt thế kỳ 14, ông đã mô tả chi tiết quá trình mà Trung Quốc xây dựng các tàu lớn của họ trong các xưởng đóng tàu của cảng.
Thời nhà Minh, Minh Thái Tổ đã đảo ngược sự ủng hộ trước đó của ông đối với thương mại nước ngoài và áp đặt lệnh đầu tiên của một loạt lệnh cấm biển (haijin). Những điều cấm buôn bán nước ngoài tư nhân khi bị tử hình vì buôn bán và lưu vong cho gia đình và hàng xóm của mình. Các kế hoạch hàng hải thời nhà Nguyên của Quảng Châu, Tuyền Châu và Ninh Ba đã được đóng cửa vào năm 1384 và thương mại hợp pháp đã trở nên giới hạn đối với các phái đoàn cống gửi cho hoặc bởi các đại diện chính thức của các chính phủ nước ngoài. Các chính sách đã làm trầm trọng thêm các cuộc tấn công cướp biển "Nhật Bản" (các cuộc tấn công nanobu) trong khu vực cho đến khi chúng được dỡ bỏ vào năm 1567.
Sau khi Phúc Châu thất thủ vào tháng 10 năm 1646, anh trai của hoàng đế Chu Duật Kiện là Chu Duật Việt trốn chạy bằng đường biển đến Quảng Châu. Vào ngày 11 tháng 12, ông tuyên bố xưng đế và đã lãnh đạo một hành vi phạm tội thành công đối với anh em Chu Do Lang của mình nhưng bị tống xuất và hành quyết vào ngày 20 tháng 1 năm 1647 khi nhà Minh phản đối Lý Thành Đô (李成東) phản bội theo nhà Thanh.
Nhà Thanh trở nên cởi mở hơn đối với thương mại nước ngoài sau khi giành quyền kiểm soát Đài Loan vào năm 1683. Người Bồ Đào Nha từ Ma Cao và Tây Ban Nha từ Manila trở lại, cũng như các thương nhân tư nhân Hồi giáo, Armenia và Anh. Năm 1711, Công ty Đông Ấn của Đế quốc Anh thiết lập trạm giao dịch ở thành phố khởi đầu cho sự có mặt của những người châu Âu. Triều đình vua Càn Long buộc những thương nhân nước ngoài phải dồn vào một quận riêng, việc này dẫn đến nhiều biến động cho số phận thành phố về sau. Từ năm 1699 đến năm 1714, các công ty Đông Ấn của Pháp và Anh đã gửi một chiếc tàu mỗi năm hai lần, Tổng công ty Áo Ostend của Áo đến năm 1717, Công ty Đông Ấn Hà Lan năm 1729, Công ty Asiatic Đan Mạch vào năm 1731, và Công ty Đông Ấn Thụy Điển vào năm tới. Những chiếc tàu này được kết hợp bởi tàu Thổ hay Trieste. Chiếc tàu độc lập đầu tiên của Hoa Kỳ đã đến năm 1784 và chiếc đầu tiên của Úc vào năm 1788. Lúc đó, Quảng Châu là một trong những cảng lớn của thế giới, được tổ chức theo hệ thống Canton. Xuất khẩu chính là chè và đồ sứ. Là nơi gặp gỡ của các thương gia từ khắp nơi trên thế giới, Quảng Châu đã trở thành một phần đóng góp lớn cho sự phát triển của nền kinh tế toàn cầu hiện đại.
Trong thế kỷ 19, hầu hết các tòa nhà của thành phố vẫn chỉ có một hoặc hai tầng. Các cấu trúc chính là Tháp bằng đồng của Nhà thờ Hồi giáo Huaisheng, Chùa Hoa chùa của Sáu cây Banyan, và tháp canh được gọi là chùa 5 tầng. Các ngọn đồi phía bắc, kể từ khi thành thị, đã được trần truồng và phủ đầy các ngôi mộ truyền thống. Các bức tường thành phố gạch là khoảng 6 dặm (10 km) trong chu vi, 25 feet (8 m) cao, và 20 feet (6 m) rộng. Tám cổng chính và hai cổng nước đều giữ các vệ sĩ trong ngày và đóng cửa vào ban đêm. Bức tường bao gồm một ngọn đồi ở phía bắc của nó và được bao quanh bởi ba con khác bởi một con hào, cùng với các kênh rạch, hoạt động như cống của thành phố, được đóng băng hàng ngày bằng dòng thủy triều của sông. Một bức tường phân chia với bốn cửa chia thành "thị trấn cổ" phía bắc từ "thị trấn mới" phía nam gần sông; vùng ngoại ô của Xiguan ("West Gate") lây lan ra ngoài và những chiếc thuyền của ngư dân, người buôn bán, và Tanka ("thuyền nhân") gần như hoàn toàn che giấu bờ sông khoảng 4 dặm (6 km). Việc nhà cửa phải đối mặt với đường phố và đối xử với sân của họ như một loại kho hàng là điều phổ biến. Thành phố này là một phần của một mạng lưới các tháp tín hiệu rất hiệu quả những thông điệp có thể được chuyển tiếp đến Bắc Kinh-khoảng 1.200 dặm (1.931 km), trong vòng chưa đầy 24 tiếng đồng hồ. Hệ thống Canton được duy trì cho đến khi cuộc chiến tranh nha phiến lần thứ nhất nổ ra ở Canton đã diễn ra hai tháng sau đó. Sau Hiệp ước Nam Kinh 1842, Quảng Châu trở thành "nhượng cảng", cùng với Ninh Ba, Hạ Môn, Phúc Châu và Thượng Hải phải mở cửa cho thương nhân phương Tây tự do giao dịch. Quảng Châu bị mất vị thế thương mại đặc quyền vì các cảng hiệp ước ngày càng mở rộng ra nhiều nước hơn nữa, thường là các khu vực ngoại vi. Trong sự suy giảm uy tín của nhà Thanh và sự hỗn loạn của Cuộc nổi dậy ở Taiping, Punti và Hakka đã tiến hành một loạt các cuộc chiến tranh gia tộc từ năm 1855 đến năm 1867, trong đó có 1 triệu người chết. Sự nhượng bộ cho Đường sắt Canton-Hankow đã được trao cho Công ty Phát triển Trung Quốc Hoa Kỳ vào năm 1898. Nó hoàn thành nhánh chi nhánh phía tây đến Phật Sơn và Sanshui trước khi bị khủng hoảng ngoại giao sau khi một tập đoàn Bỉ đã mua một quyền kiểm soát và nhà Thanh đã hủy bỏ nhượng bộ. J.P. Morgan đã được trao hàng triệu thiệt hại và tuyến đường đến Vũ Xương đã không hoàn thành cho đến năm 1936 và một tuyến đường sắt Bắc Kinh - Quảng Châu thống nhất chờ cho đến khi hoàn thành cầu sông Dương Tử ở Vũ Hán năm 1957.

### Thời hiện đại

#### Thời Quốc dân đảng cầm quyền
Quốc dân Đảng lên cầm quyền tại Trung Quốc sau thắng lợi ở cuộc cách mạng Tân Hợi. Đến năm 1918, thành phố được mang tên chính thức là Quảng Châu. Vào những năm 1930 và 1953, người ta đề xuất trao cho Quảng Châu quy chế thành phố tự trị nhưng những đề xuất trên đều bị huỷ bỏ ngay trong năm.
Sau vụ ám sát Tống Giáo Nhân và những nỗ lực của Viên Thế Khải để loại bỏ những người theo chủ nghĩa Quốc gia khỏi quyền lực, lãnh đạo Quảng Đông Hồ Hán Dân đã gia nhập Cuộc Cách mạng thứ hai năm 1913 chống lại ông nhưng bị buộc phải chạy trốn sang Nhật Bản cùng Tôn Trung Sơn sau khi thất bại. Thành phố này lại trở nên nổi bật trong năm 1917, khi Thủ tướng Đoàn Kỳ Thụy hủy bỏ hiến pháp gây ra Phong trào Bảo vệ Hiến pháp. Tôn Trung Sơn đã lên nắm quyền Chính phủ quân sự Quảng Châu được các thành viên của quốc hội giải tán và các lãnh chúa miền tây phương ủng hộ. Chính quyền Quảng Châu đã tan rã vì các lãnh chúa đã rút lại sự ủng hộ của họ. Tôn đã chạy trốn đến Thượng Hải vào tháng 11 năm 1918 cho đến khi ông Trần Quýnh Minh, lãnh chúa tỉnh Quảng Đông, đã hồi phục ông vào tháng 10 năm 1920 trong cuộc chiến Yuegui. Vào ngày 16 tháng 6 năm 1922, Tôn đã bị lật đổ trong một cuộc đảo chính và trốn khỏi tàu chiến Yongfeng sau khi Chen đứng về phía chính phủ Bắc Kinh của Zhili Clique. Trong những tháng tiếp theo, Sun đã tổ chức một cuộc phản công vào Quảng Đông bằng cách tập hợp những người ủng hộ từ Vân Nam và Quảng Tây, vào tháng một thành lập chính phủ ở thành phố lần thứ ba.
Từ năm 1923 đến năm 1926, Tôn và Quốc Dân Đảng đã sử dụng thành phố như một căn cứ để truy tố một cuộc cách mạng mới ở Trung Quốc bằng cách chinh phục các lãnh chúa ở phía bắc. Mặc dù trước đây Sun phụ thuộc vào các lãnh chúa cơ hội, người đã dẫn ông ta tới thành phố, với sự lãnh đạo của Tưởng Giới Thạch, Quốc Dân Đảng đã phát triển sức mạnh quân sự của mình để phục vụ cho tham vọng của mình. Những năm Canton đã chứng kiến sự tiến triển của Quốc Dân Đảng vào một phong trào cách mạng với sự tập trung quân sự mạnh mẽ và cam kết về ý thức hệ, tạo ra âm điệu của ĐCSTQ của Trung Quốc vượt ra ngoài năm 1927.

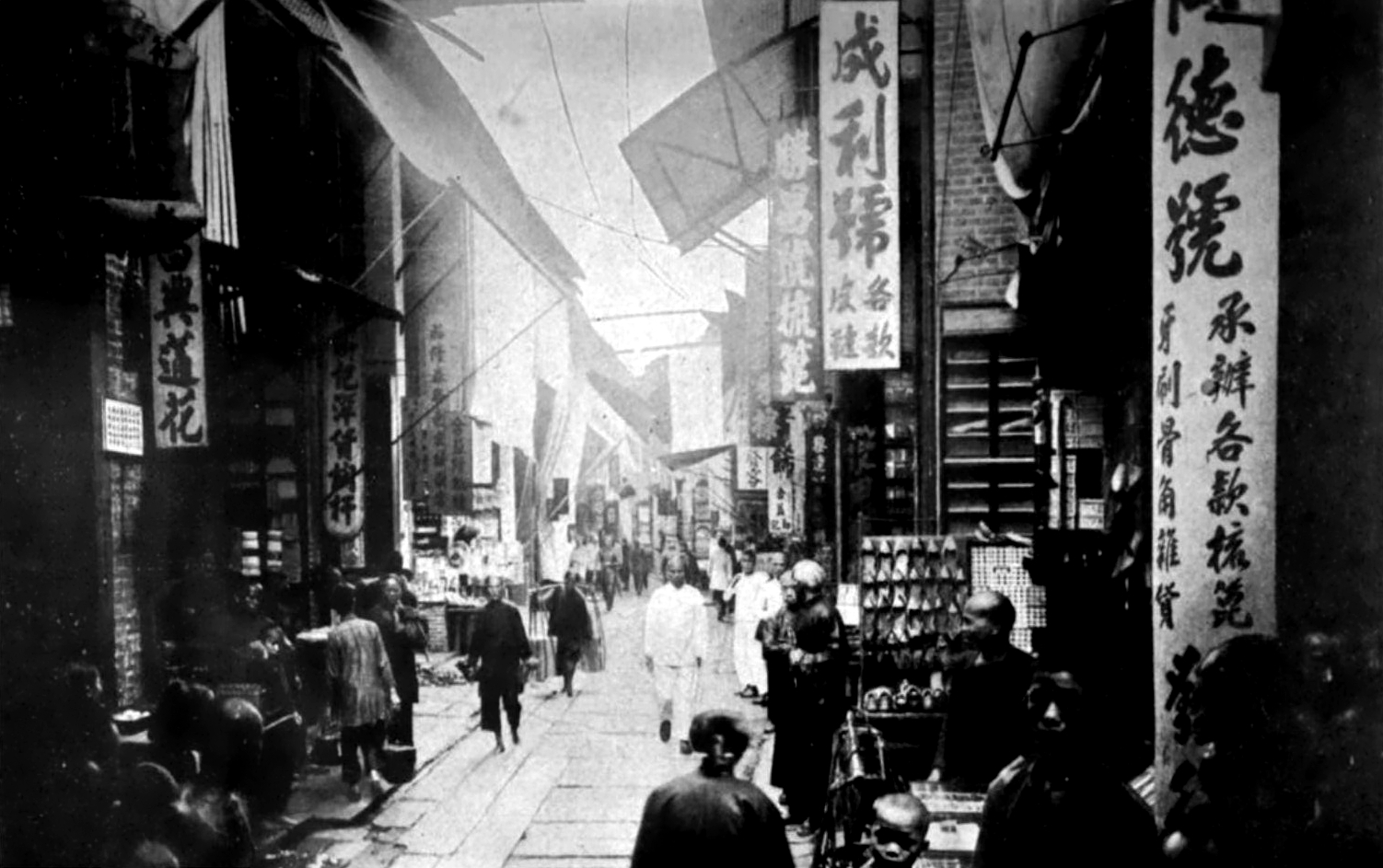
Quang cảnh đường phố Quảng Châu, 1919

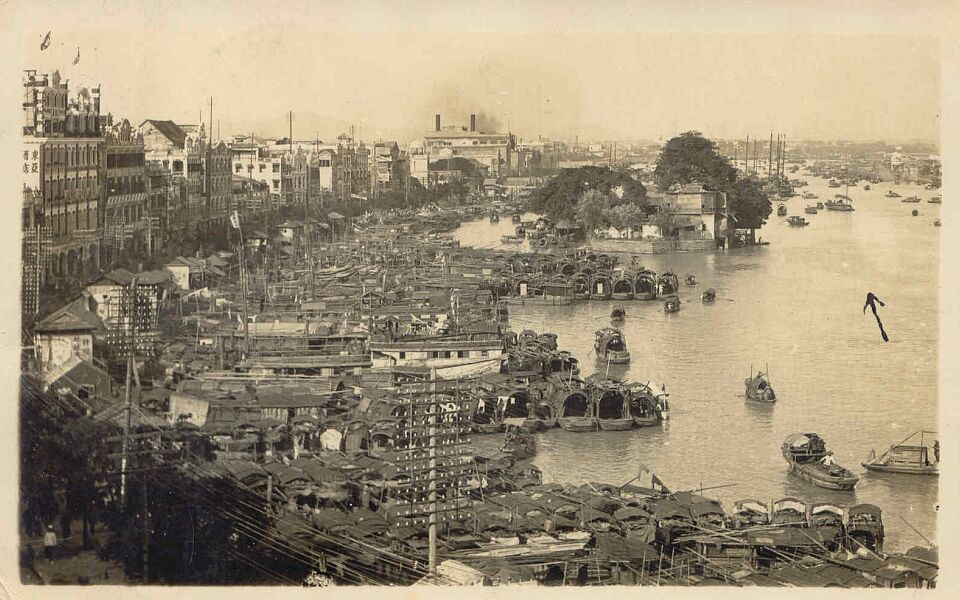
Bãi đậu tàu ở Quảng Châu, 1930

Năm 1924, Quốc Dân Đảng đã đưa ra quyết định trọng đại để liên minh với Đảng Cộng sản Trung Quốc và Liên Xô. Với sự giúp đỡ của Liên Xô, Quốc Dân Đảng lại tổ chức lại theo đường lối của Lênin và áp dụng lập trường thân thiện và ủng hộ nông dân. Sự hợp tác của Quốc Dân đảng Cộng sản Trung Quốc đã được khẳng định trong Đại hội lần thứ nhất của Quốc Dân Đảng và những người cộng sản được chỉ thị để tham gia Quốc Dân Đảng. Chính phủ liên minh thành lập Viện Đào tạo Phong trào Nông dân ở thành phố, trong đó Mao Trạch Đông là giám đốc một nhiệm kỳ. Sun và chỉ huy quân đội ông Tưởng đã sử dụng quỹ và vũ khí của Liên Xô để xây dựng một lực lượng vũ trang do các ủy ban cộng sản thuê, đào tạo cán bộ của mình trong Học viện Quân sự Whampoa. Vào tháng Tám, quân đội non trẻ đã đàn áp cuộc nổi dậy Quân đội Thương binh Quảng Đông (Canton Merchants 'Corps Uprising). Năm sau, phong trào chống đế chế tháng Năm mươi đã quét đất nước này, và chính phủ Quốc Dân Đảng kêu gọi đình công ở Canton và Hong Kong. Sự căng thẳng của các cuộc đình công và phản kháng lớn đã dẫn tới vụ thảm sát Shakee.
Sau cái chết của Tôn Trung Sơn vào năm 1925, tâm trạng thay đổi trong đảng đối với cộng sản. Vào tháng Tám, lãnh đạo Quốc hội Liao Zhongkai bị ám sát, và lãnh đạo cánh hữu Hồ Hán Dân, kẻ bị nghi ngờ là người đứng đầu, đã bị lưu đày tới Liên Xô, để lại cho ông Uông Tinh Vệ, một người ủng hộ chủ nghĩa cộng sản. Chống lại sự lấn chiếm của cộng sản, nhóm cánh hữu Western Hills cánh hữu đã thề sẽ trục xuất những người cộng sản khỏi Quốc Dân Đảng. "Canton Coup" vào ngày 20 tháng 3 năm 1926 cho thấy Chiang đã củng cố sự kiểm soát của mình đối với những người theo chủ nghĩa quốc gia và quân đội của họ chống lại Wang Jingwei, cánh tả của đảng, các đồng minh Cộng sản và các cố vấn Liên Xô của họ. Đến tháng 5, ông đã chấm dứt cuộc kiểm soát dân sự của quân đội và bắt đầu chuyến thám hiểm Bắc của mình chống lại các lãnh chúa miền Bắc. Thành công của nó đã dẫn đến sự chia tách của Quốc Dân Đảng giữa Vũ Hán và Nam Kinh và sự thanh trừng của các cộng sản trong vụ thảm sát Thượng Hải. Ngay sau đó Canton tham gia thanh trừng dưới sự bảo trợ của Li Jishen, dẫn đến việc bắt giữ những người cộng sản và đình chỉ các bộ máy của Quốc Dân Đảng và các nhóm lao động cánh tả. Sau đó vào năm 1927 khi Zhang Fakui, một người ủng hộ chung của phe Vũ Hán đã chiếm Canton và thành lập phe Wang Jingwei trong thành phố, cộng sản đã chứng kiến một sự mở đầu và đưa ra cuộc nổi dậy Quảng Châu. Các nhà lãnh đạo quân sự nổi bật của Đảng Cộng sản Ye Ting và Ye Jianying đã lãnh đạo việc bảo vệ thành công thành phố. Chẳng bao lâu, sự kiểm soát của thành phố đã trở lại Lý Tế Thâm.
Lý bị lật đổ trong cuộc chiến giữa Chiang và Quảng Tây Clique. Đến năm 1929, Trần Tế Đường đã thành lập chính ông làm chủ quyền của Quảng Đông. Vào năm 1931, ông ta đã cống hiến cho mình quyền lực sau cuộc phân tranh chống Giang bằng cách tổ chức một chính phủ quốc gia riêng biệt tại Quảng Châu. Phản đối chế độ độc tài bị cáo buộc của Giang, những người ly khai bao gồm các nhà lãnh đạo Quốc Dân Đảng như Wang Jingwei, Sun Fo và những người khác từ các phe phái khác nhau. Các cuộc đàm phán hòa bình giữa sự nổi dậy vũ trang đã dẫn đến Quốc hội Quốc gia 4 của Quốc Dân Đảng được tổ chức riêng biệt bởi ba phe phái ở Nam Kinh, Thượng Hải và Canton. Từ chức tất cả các vị trí của mình, Chiang đã đưa ra một thỏa hiệp chính trị đoàn tụ tất cả các phe phái. Trong khi bộ phận nội bộ được giải quyết, Chen giữ quyền lực của mình cho đến khi ông bị đánh bại bởi Chiang vào năm 1936.

#### Đảng Cộng sản nắm quyền
Quân đội Nhật Bản chiếm đóng thành phố này từ năm 1938 đến 1945 trong chiến tranh thế giới thứ hai. Trong những tháng cuối cùng của cuộc Nội chiến Trung Quốc, Quảng Châu như là thủ đô của Quốc dân đảng sau khi giải phóng Nam Kinh của PLA vào tháng 4 năm 1949. Quân Giải phóng Nhân dân đã vào thành phố vào ngày 14 tháng 10 năm 1949. Trong số cuộc di dân to lớn sang Hồng Kông và Ma Cao, người dân lên cầu Haizhu qua sông Châu Giang rút lui. Cách mạng Văn hoá đã có ảnh hưởng lớn đến thành phố với nhiều ngôi đền, nhà thờ và các công trình khác bị phá hủy trong thời kỳ hỗn loạn này.
Cộng hòa Nhân dân Trung Hoa đã khởi xướng các dự án xây dựng bao gồm nhà ở mới trên bờ sông Châu Giang để điều chỉnh con thuyền của thành phố sống trên đất liền. Kể từ những năm 1980, thành phố gần Hồng Kông và Thẩm Quyến và mối liên hệ với người Hoa ở nước ngoài đã làm cho nó trở thành một trong những người hưởng lợi đầu tiên của việc mở cửa của Trung Quốc dưới thời Đặng Tiểu Bình. Các cải cách thuế lợi ích trong những năm 1990 cũng đã giúp cho sự phát triển và công nghiệp hóa của thành phố.

## Địa lý

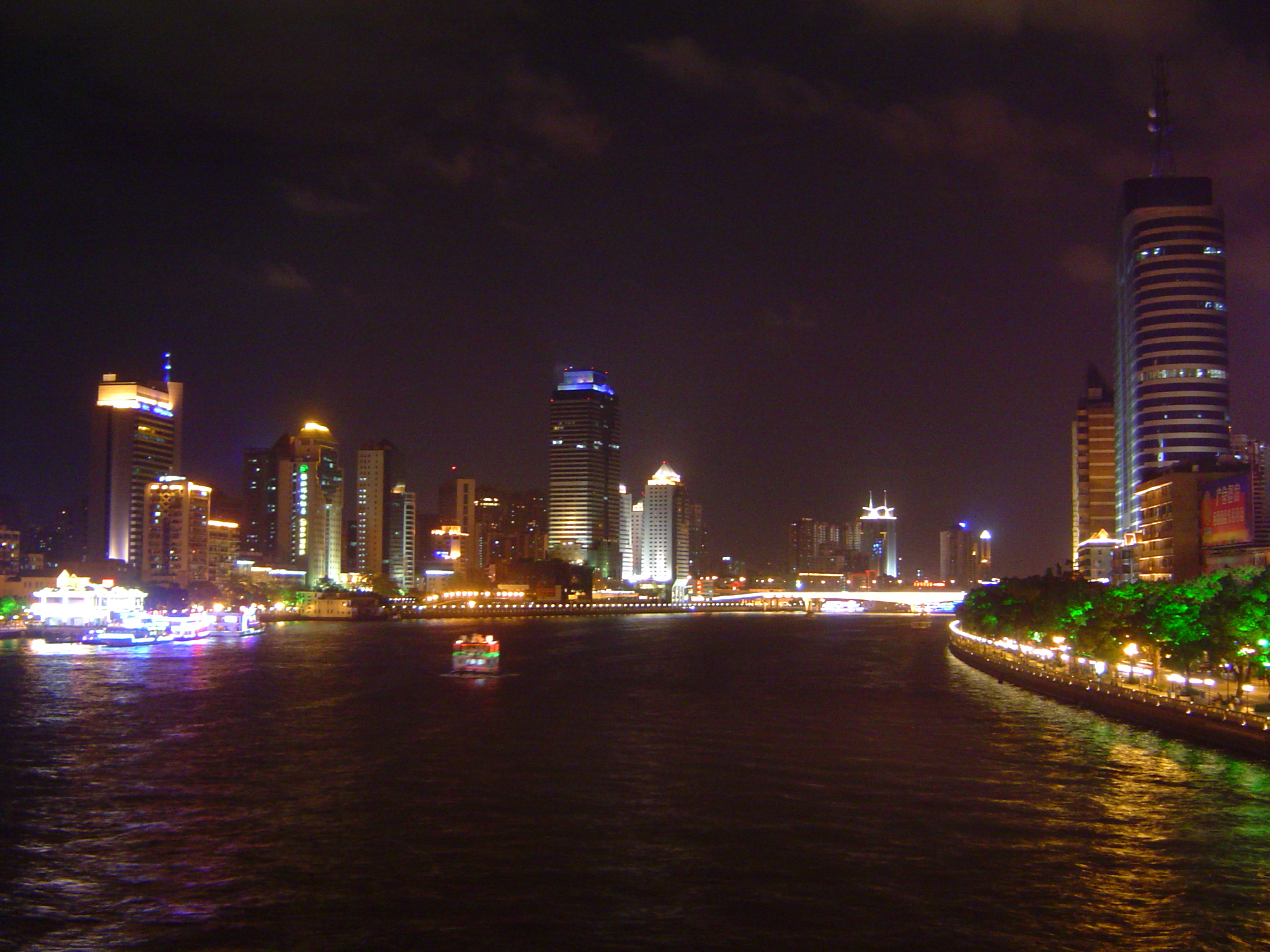
Châu Giang ở Quảng Châu

Khu phố cổ của Quảng Châu là gần núi Bạch Vân trên bờ phía đông của sông Châu Giang (Zhujiang) khoảng 80 dặm (129 km) từ ngã ba với Biển Đông và khoảng 300 dặm (483 km) ở phía dưới khu hàng hải. Thành phố trải dài 7.434,4 km vuông (2,870.4 sq²) ở cả hai bên bờ sông từ 112 ° 57 'đến 114 ° 03' độ kinh Đông và vĩ độ từ 22 ° 26 'đến 23 ° 56' N. Châu Giang là con sông lớn thứ ba của Trung Quốc. Núi Bạch Vân hiện nay được gọi là "phổi" (市 肺) của thành phố.
Độ cao của tỉnh thường tăng từ hướng tây nam đến đông bắc, với các dãy núi tạo thành xương sống của thành phố và đại dương bao gồm phía trước. Đỉnh Tiantang (天堂 顶, "Đỉnh trên trời") là điểm cao nhất có độ cao 1.210 m so với mực nước biển.

### Khí hậu
Mặc dù nằm ở phía Nam so với chí tuyến Bắc, Quảng Châu có khí hậu ôn đới ẩm ướt (Köppen Cfa) chịu ảnh hưởng của gió mùa Đông Á. Mùa hè ẩm ướt với nhiệt độ cao, độ ẩm cao và chỉ số nhiệt cao. Mùa đông khá ôn hòa và tương đối khô. Quảng Châu có mùa mưa kéo dài, kéo dài từ tháng Tư đến tháng Chín. Nhiệt độ mức trung bình hàng tháng dao động từ 13,6 °C (56,5 °F) vào tháng Giêng đến 28,6 °C (83,5 °F) vào tháng 7, trong khi trung bình năm là 22,6 °C (72,7 °F). Mùa thu, từ tháng 10 đến tháng 12, có khí hậu rất dễ chịu, mát mẻ và nhiều gió, và là thời gian đi du lịch thành phố tốt nhất. Độ ẩm tương đối khoảng 68 %, trong khi lượng mưa hàng năm trong khu vực đô thị là hơn 1.700 mm (67 inch). Với mức ánh sáng mặt trời hàng tháng có thể dao động từ 17% trong tháng 3 và tháng 4 đến 52% vào tháng 11, thành phố này nhận được 1,628 giờ ánh nắng mặt trời hàng năm, ít hơn đáng kể so với Thâm Quyến và Hồng Kông. Nhiệt độ cực đại dao động từ 0 °C (32 °F) đến 39,1 °C (102,4 °F). Lần tuyết rơi cuối cùng được ghi lại trong thành phố là vào ngày 24 tháng 1 năm 2016, đó là lần đầu tiên thành phố có tuyết sau 87 năm.
| Dữ liệu khí hậu của Quảng Châu (trung bình vào 1981–2010, cực độ 1951–2013) | Dữ liệu khí hậu của Quảng Châu (trung bình vào 1981–2010, cực độ 1951–2013) | Dữ liệu khí hậu của Quảng Châu (trung bình vào 1981–2010, cực độ 1951–2013) | Dữ liệu khí hậu của Quảng Châu (trung bình vào 1981–2010, cực độ 1951–2013) | Dữ liệu khí hậu của Quảng Châu (trung bình vào 1981–2010, cực độ 1951–2013) | Dữ liệu khí hậu của Quảng Châu (trung bình vào 1981–2010, cực độ 1951–2013) | Dữ liệu khí hậu của Quảng Châu (trung bình vào 1981–2010, cực độ 1951–2013) | Dữ liệu khí hậu của Quảng Châu (trung bình vào 1981–2010, cực độ 1951–2013) | Dữ liệu khí hậu của Quảng Châu (trung bình vào 1981–2010, cực độ 1951–2013) | Dữ liệu khí hậu của Quảng Châu (trung bình vào 1981–2010, cực độ 1951–2013) | Dữ liệu khí hậu của Quảng Châu (trung bình vào 1981–2010, cực độ 1951–2013) | Dữ liệu khí hậu của Quảng Châu (trung bình vào 1981–2010, cực độ 1951–2013) | Dữ liệu khí hậu của Quảng Châu (trung bình vào 1981–2010, cực độ 1951–2013) | Dữ liệu khí hậu của Quảng Châu (trung bình vào 1981–2010, cực độ 1951–2013) |
| Tháng                                                                       | 1                                                                           | 2                                                                           | 3                                                                           | 4                                                                           | 5                                                                           | 6                                                                           | 7                                                                           | 8                                                                           | 9                                                                           | 10                                                                          | 11                                                                          | 12                                                                          | Năm                                                                         |
| --------------------------------------------------------------------------- | --------------------------------------------------------------------------- | --------------------------------------------------------------------------- | --------------------------------------------------------------------------- | --------------------------------------------------------------------------- | --------------------------------------------------------------------------- | --------------------------------------------------------------------------- | --------------------------------------------------------------------------- | --------------------------------------------------------------------------- | --------------------------------------------------------------------------- | --------------------------------------------------------------------------- | --------------------------------------------------------------------------- | --------------------------------------------------------------------------- | --------------------------------------------------------------------------- |
| Cao kỉ lục °C (°F)                                                          | 28.4 (83.1)                                                                 | 29.4 (84.9)                                                                 | 32.1 (89.8)                                                                 | 33.5 (92.3)                                                                 | 36.2 (97.2)                                                                 | 38.9 (102.0)                                                                | 39.1 (102.4)                                                                | 38.7 (101.7)                                                                | 37.6 (99.7)                                                                 | 36.2 (97.2)                                                                 | 33.4 (92.1)                                                                 | 29.6 (85.3)                                                                 | 39.1 (102.4)                                                                |
| Trung bình ngày tối đa °C (°F)                                              | 18.7 (65.7)                                                                 | 19.2 (66.6)                                                                 | 21.8 (71.2)                                                                 | 26.0 (78.8)                                                                 | 29.8 (85.6)                                                                 | 31.7 (89.1)                                                                 | 33.2 (91.8)                                                                 | 33.2 (91.8)                                                                 | 31.8 (89.2)                                                                 | 29.3 (84.7)                                                                 | 25.1 (77.2)                                                                 | 20.8 (69.4)                                                                 | 26.7 (80.1)                                                                 |
| Trung bình ngày °C (°F)                                                     | 13.9 (57.0)                                                                 | 15.2 (59.4)                                                                 | 18.1 (64.6)                                                                 | 22.4 (72.3)                                                                 | 25.8 (78.4)                                                                 | 27.8 (82.0)                                                                 | 28.9 (84.0)                                                                 | 28.8 (83.8)                                                                 | 27.5 (81.5)                                                                 | 24.7 (76.5)                                                                 | 20.1 (68.2)                                                                 | 15.5 (59.9)                                                                 | 22.4 (72.3)                                                                 |
| Tối thiểu trung bình ngày °C (°F)                                           | 10.7 (51.3)                                                                 | 12.5 (54.5)                                                                 | 15.4 (59.7)                                                                 | 19.7 (67.5)                                                                 | 23.0 (73.4)                                                                 | 25.0 (77.0)                                                                 | 25.9 (78.6)                                                                 | 25.7 (78.3)                                                                 | 24.4 (75.9)                                                                 | 21.3 (70.3)                                                                 | 16.5 (61.7)                                                                 | 11.8 (53.2)                                                                 | 19.3 (66.7)                                                                 |
| Thấp kỉ lục °C (°F)                                                         | 0.1 (32.2)                                                                  | 0.0 (32.0)                                                                  | 3.2 (37.8)                                                                  | 7.7 (45.9)                                                                  | 14.6 (58.3)                                                                 | 18.8 (65.8)                                                                 | 21.6 (70.9)                                                                 | 20.9 (69.6)                                                                 | 15.5 (59.9)                                                                 | 9.5 (49.1)                                                                  | 4.9 (40.8)                                                                  | 0.0 (32.0)                                                                  | 0.0 (32.0)                                                                  |
| Lượng Giáng thủy trung bình mm (inches)                                     | 44.1 (1.74)                                                                 | 71.1 (2.80)                                                                 | 93.4 (3.68)                                                                 | 184.6 (7.27)                                                                | 286.8 (11.29)                                                               | 318.6 (12.54)                                                               | 238.2 (9.38)                                                                | 233.8 (9.20)                                                                | 194.4 (7.65)                                                                | 68.7 (2.70)                                                                 | 38.4 (1.51)                                                                 | 29.3 (1.15)                                                                 | 1.801,4 (70.92)                                                             |
| Số ngày giáng thủy trung bình (≥ 0.1 mm)                                    | 7.0                                                                         | 10.8                                                                        | 14.9                                                                        | 16.2                                                                        | 16.9                                                                        | 18.3                                                                        | 16.0                                                                        | 16.4                                                                        | 12.2                                                                        | 6.0                                                                         | 5.3                                                                         | 4.8                                                                         | 144.8                                                                       |
| Số giờ nắng trung bình tháng                                                | 113.2                                                                       | 67.3                                                                        | 57.0                                                                        | 60.5                                                                        | 100.9                                                                       | 125.9                                                                       | 185.0                                                                       | 166.8                                                                       | 160.1                                                                       | 176.4                                                                       | 165.8                                                                       | 159.9                                                                       | 1.538,8                                                                     |
| Nguồn: Cục Khí tượng Trung Quốc                                             |                                                                             |                                                                             |                                                                             |                                                                             |                                                                             |                                                                             |                                                                             |                                                                             |                                                                             |                                                                             |                                                                             |                                                                             |                                                                             |

## Hành chính
Quảng Châu được chia thành 11 quận: Việt Tú (越秀区), Lệ Loan (荔湾区), Hải Châu (海珠区), Thiên Hà (天河区), Bạch Vân (白云区), Hoàng Phố (黄埔区), Phiên Ngung (番禺区), Hoa Đô (花都区), Nam Sa (南沙区), Tăng Thành (增城区), Tùng Hóa (从化区).

## Kinh tế

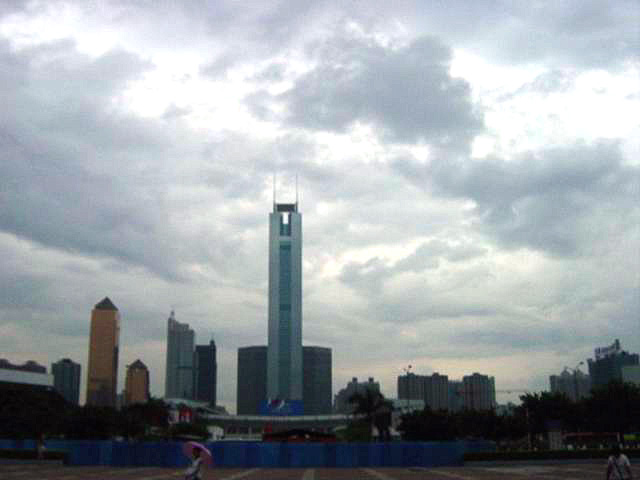
CITIC Plaza ở Quảng Châu

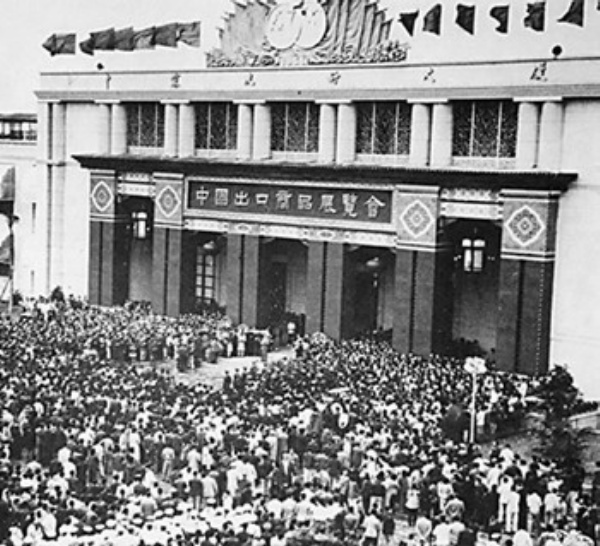
Hội chợ Canton lần tổ chức đầu tiên (1957)

Quảng Châu là trung tâm kinh tế của Đồng bằng châu thổ Châu Giang, đồng thời cũng là trái tim của vùng kinh tế chế xuất hàng đầu Trung Quốc. Năm 2006, GDP của thành phố đạt khoảng hơn 600 tỷ nhân dân tệ (tương đương 76,8 tỷ Đô la Mỹ), GDP bình quân đầu người vào khoảng 85.000 nhân dân tệ (11.000 Đô la Mỹ), đứng đầu trong 659 thành phố ở Trung Quốc. Nhưng do công nghiệp hóa nhanh chóng, nó cũng được coi là một trong những thành phố ô nhiễm nhất Trung Quốc.
Hội chợ hàng xuất khẩu Trung Quốc còn gọi là Hội chợ Quảng Châu được tổ chức thường niên vào mùa xuân và mùa thu (bắt đầu từ năm 1957) là một sự kiện thường niên quan trọng của Quảng Châu. Hội chợ là một sự kiện lớn cho thành phố. Đây là hội chợ thương mại có lịch sử lâu nhất, có quy mô lớn nhất, lớn nhất ở Trung Quốc. Từ phiên họp thứ 104 trở đi, hội chợ chuyển đến Trung tâm Triển lãm và Hội nghị Quốc tế Quảng Châu (广州 国际 会展 中心) tại Bà Châu (琶洲), từ khu phức hợp cũ ở Liuhua. GICEC được phục vụ bởi hai trạm trên Tuyến Metro 8. Kể từ phiên họp thứ 104, Hội chợ Canton đã được bố trí thành ba giai đoạn thay vì hai giai đoạn.
Quảng Châu là một trong những trung tâm thương mại thuốc phiện lớn nhất của Trung Quốc.

## Nhân khẩu
Cuộc điều tra dân số năm 2010 cho thấy dân số Quảng Châu là 12,78 triệu người. Tính đến năm 2014, ước tính khoảng 13.080.500, với 11.264.800 cư dân đô thị. Mật độ dân số của nó là khoảng 1.800 người/km2. Diện tích xây dựng của Quảng Châu thích hợp kết nối trực tiếp với một số thành phố khác. Khu vực được xây dựng của Khu kinh tế sông Châu Giang bao gồm khoảng 17.573 cây số vuông (6.785 dặm vuông) và ước tính có 22 triệu người, bao gồm 9 quận của Quảng Châu, Thẩm Quyến (5.36m), Đông Hoản (3.22m) Trung Sơn (3.12m), hầu hết Phật Sơn (2.2m), Giang Môn (1.82m), Chu Hải (890k) và Huệ Châu (760k). Tổng dân số của những khu vực này này là hơn 28 triệu sau khi tính cả dân số của vùng đặc quyền hành chính Hồng Kông liền kề. Nền kinh tế đang phát triển nhanh và nhu cầu lao động cao đã tạo ra một "số dân trôi nổi" khổng lồ của lao động di cư. Khoảng 10 triệu người di cư cư trú trong khu vực ít nhất sáu tháng mỗi năm. Năm 2008, khoảng 5 triệu người dân thường trú tại Quảng Châu là những người di cư.

### Dân tộc

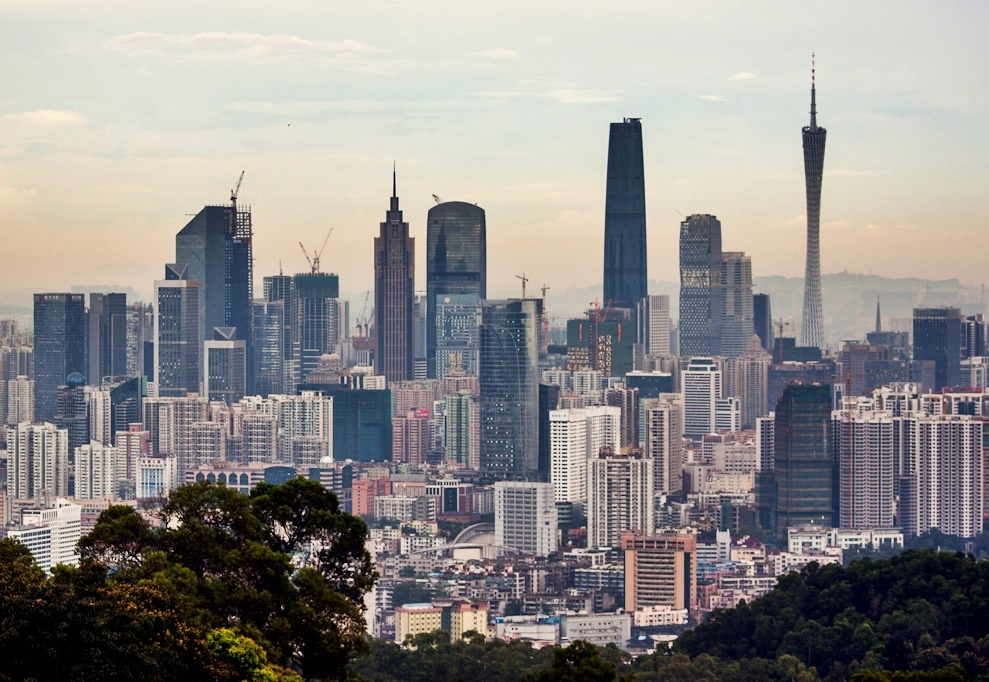
Cao ốc thành phố Quảng Châu

Hầu hết dân số Quảng Châu là người Hán. Hầu như tất cả người Quảng Đông địa phương nói tiếng Quảng Châu là ngôn ngữ đầu tiên của họ, trong khi hầu hết người di cư nói tiếng Quan Thoại. Trong năm 2010, mỗi ngôn ngữ là tiếng mẹ đẻ của khoảng một nửa dân số của thành phố, mặc dù con số nhỏ nhưng cũng có một số lượng người đáng kể nói các giọng khác. Cũng như các nơi khác ở Trung Quốc, hệ thống đăng ký hộ khẩu (hukou) hạn chế người di cư tiếp cận nhà ở, cơ sở giáo dục và các lợi ích công cộng khác. Vào tháng 5 năm 2014, những người nhập cư hợp pháp ở Quảng Châu được phép nhận thẻ hộ khẩu cho phép họ kết hôn và được phép mang thai trong thành phố, thay vì phải quay về quê hương chính thức như trước đây.
Về mặt lịch sử, người Quảng Đông đã chiếm một phần đáng kể trong cộng đồng người Hoa gốc XIX và thế kỷ 20 và nhiều người Trung Quốc ở nước ngoài có quan hệ với Quảng Châu. Điều này đặc biệt đúng ở Hoa Kỳ, Canada, và Australia.
Về mặt nhân khẩu học, người Trung Quốc ở nước ngoài chỉ nhập cư vào Trung Quốc, nhưng Quảng Châu cho thấy nhiều khách du lịch, công nhân và cư dân nước ngoài đến từ các địa điểm thông thường như Hoa Kỳ. Đáng chú ý, đây cũng là quê hương của hàng ngàn người nhập cư châu Phi, bao gồm cả những người từ Nigeria, Angola và Cộng hòa Dân chủ Congo.

## Văn hóa

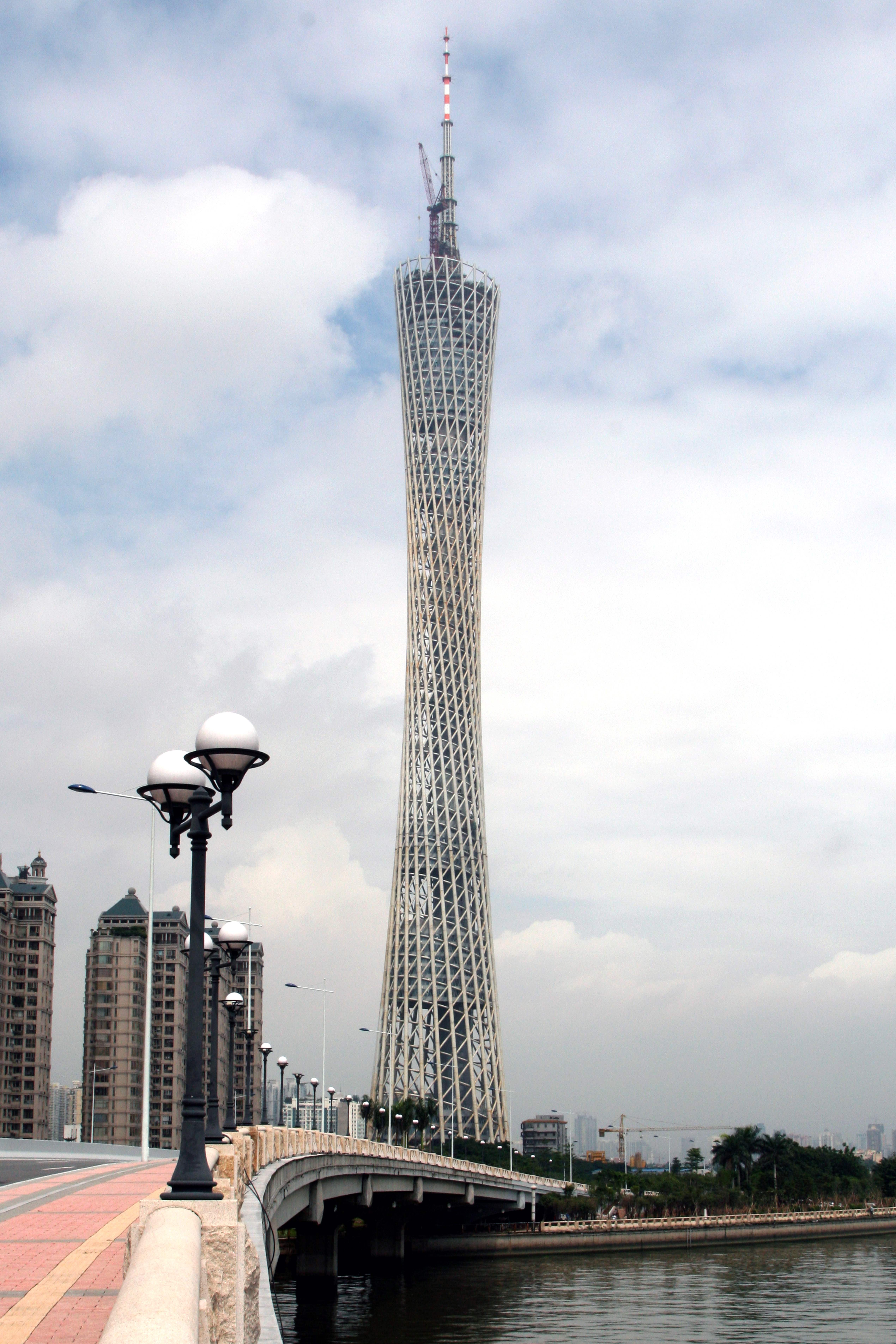
Tháp Quảng Châu

Ở Trung Quốc, văn hoá của người Quảng Đông là một tập hợp các khu vực văn hoá "Nam" hoặc "Lĩnh Nam" lớn hơn. Các khía cạnh nổi bật của di sản văn hoá Quảng Châu bao gồm:
- Tiếng Quảng Châu, phiên bản địa phương và uy tín của Trung Quốc
- Ẩm thực Quảng Đông, một trong tám truyền thống ẩm thực lớn của Trung Quốc
- Vở opera tiếng Quảng Đông, thường được chia thành các buổi biểu diễn võ thuật và văn chương
- Xiguan, khu vực phía tây của thành phố có tường bao quanh

Nhà hát Opera và Dàn nhạc Giao hưởng Quảng Châu cũng biểu diễn nhạc cổ điển phương Tây và các tác phẩm Trung Quốc theo phong cách của họ. Âm nhạc Quảng Đông là một phong cách truyền thống của nhạc cụ Trung Quốc, trong khi Cantopop là hình thức địa phương của nhạc pop và rock-and-roll được phát triển từ vùng lân cận Hồng Kông.

### Tôn giáo

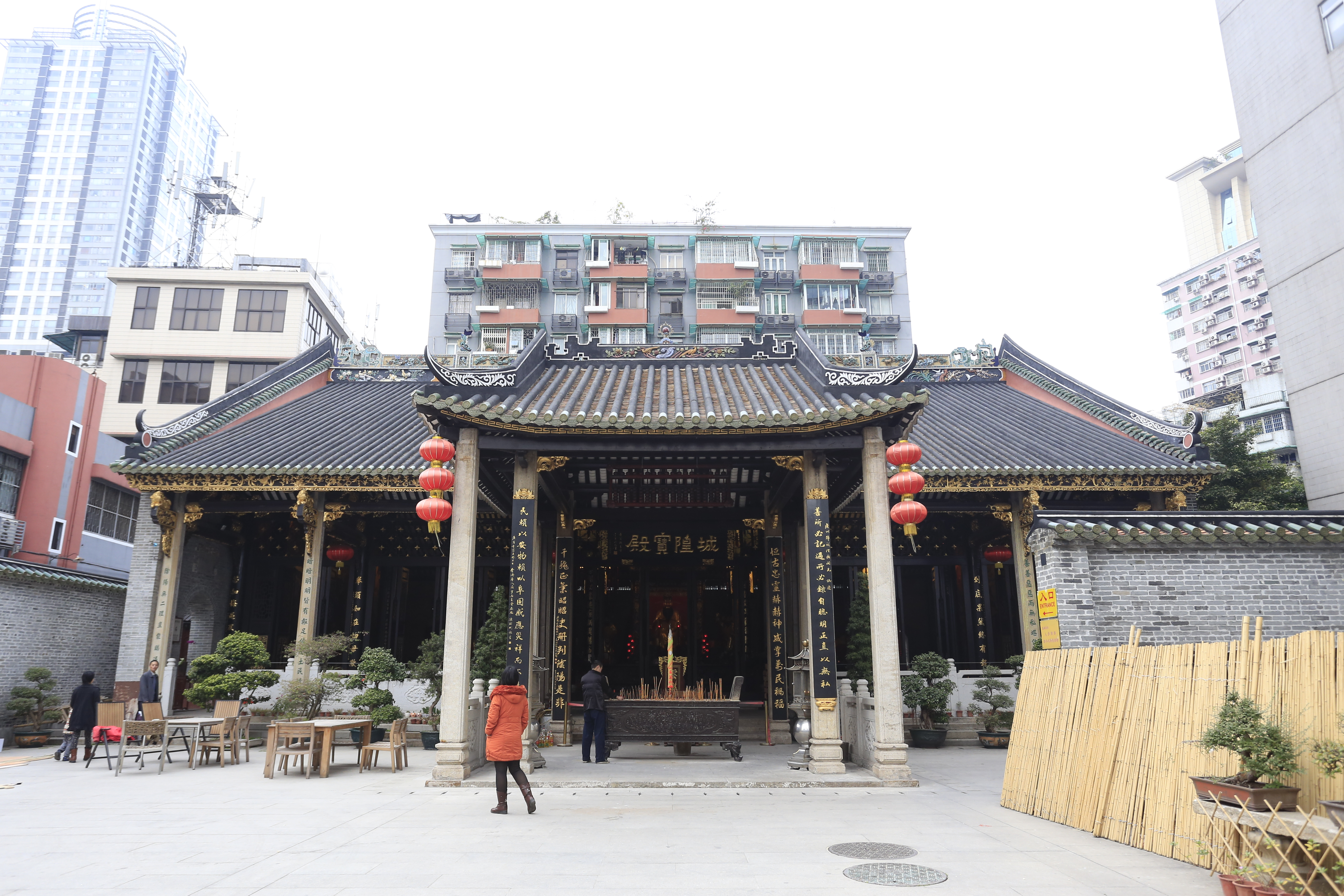
Thành hoàng

Dưới thời nhà Thanh, Quảng Châu đã có khoảng 124 trung tâm tôn giáo, tháp và đền thờ. Ngày nay, ngoài hiệp hội Phật giáo, Quảng Châu còn có một Hiệp hội Đạo giáo, một cộng đồng người Do Thái, và một lịch sử với Thiên chúa giáo và Hồi giáo. Phật giáo là tôn giáo nổi bật nhất ở Quảng Châu.

### Thể thao
Từ ngày 12-27 tháng 11 năm 2010, Quảng Châu đã đăng cai tổ chức Đại hội Thể thao châu Á 2010. Cùng năm đó, thành phố đã tổ chức Asian Para Games đầu tiên từ 12 đến 19 tháng 12. Đó là những sự kiện thể thao lớn nhất mà thành phố từng tổ chức.

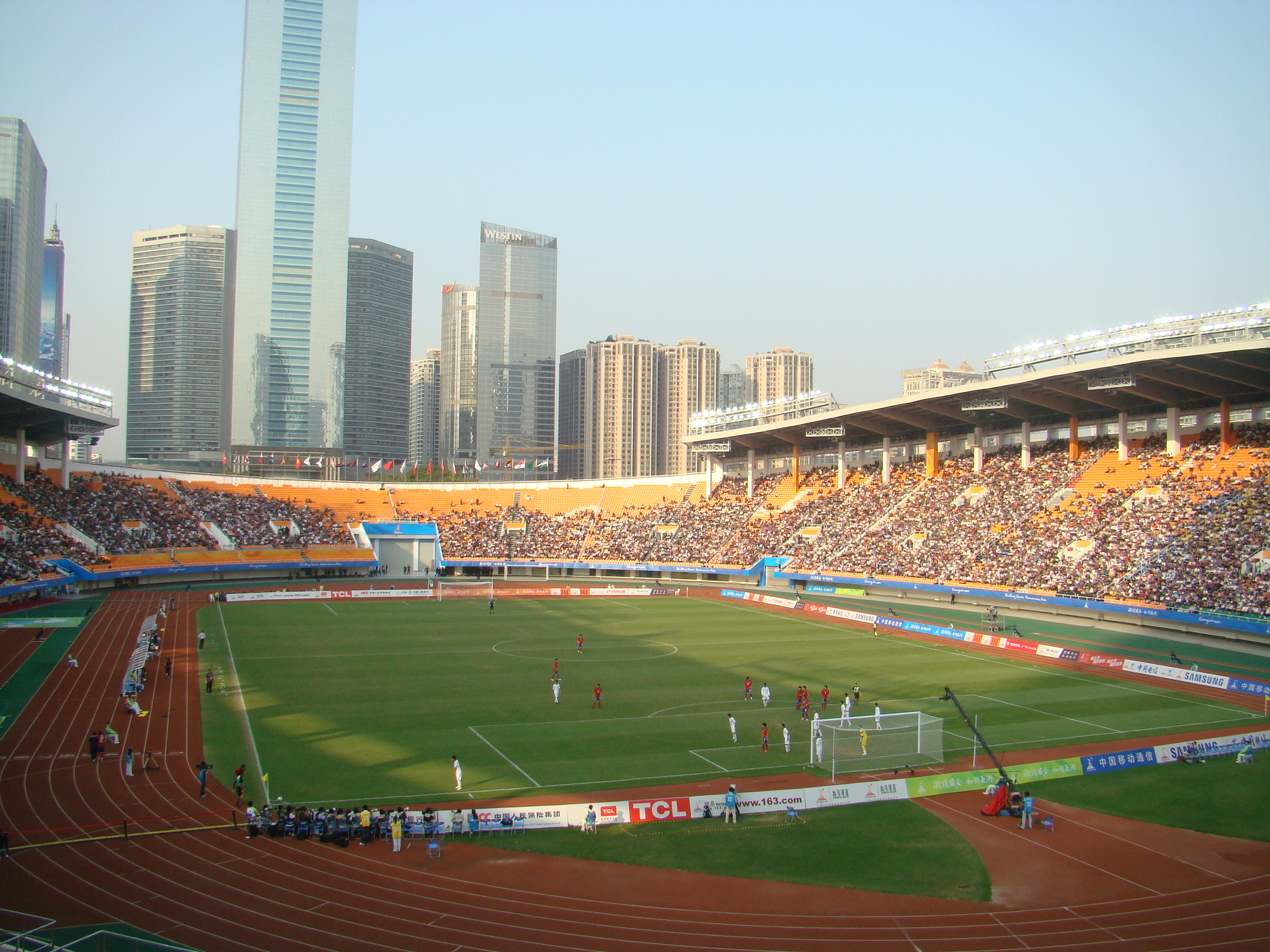
Sân Tianhe là sân nhà của CLB Quảng Châu Hằng Đại

Quảng Châu có 2 CLB bóng đá đang thi đấu ở giải bóng đá vô địch quốc gia Trung Quốc là Quảng Châu R&F và Quảng Châu Hằng Đại Đào Bảo. Trong đó, Quảng Châu Hằng Đại là một trong những đội bóng thành công nhất Trung Quốc, đã giành được 7 danh hiệu VĐQG liên tiếp từ năm 2011 đến năm 2017. Đội bóng này cũng đã 2 lần giành chức vô địch AFC Champions League vào các năm 2013 và 2015. Câu lạc bộ đã tham dự FIFA Club World Cup các năm 2013 và 2015, đều để thua với tỷ số 0-3 ở bán kết trước các đội ĐKVĐ UEFA Champions League khi ấy là FC Bayern München và F.C Barcelona.

## Giao thông

### Giao thông công cộng đô thị

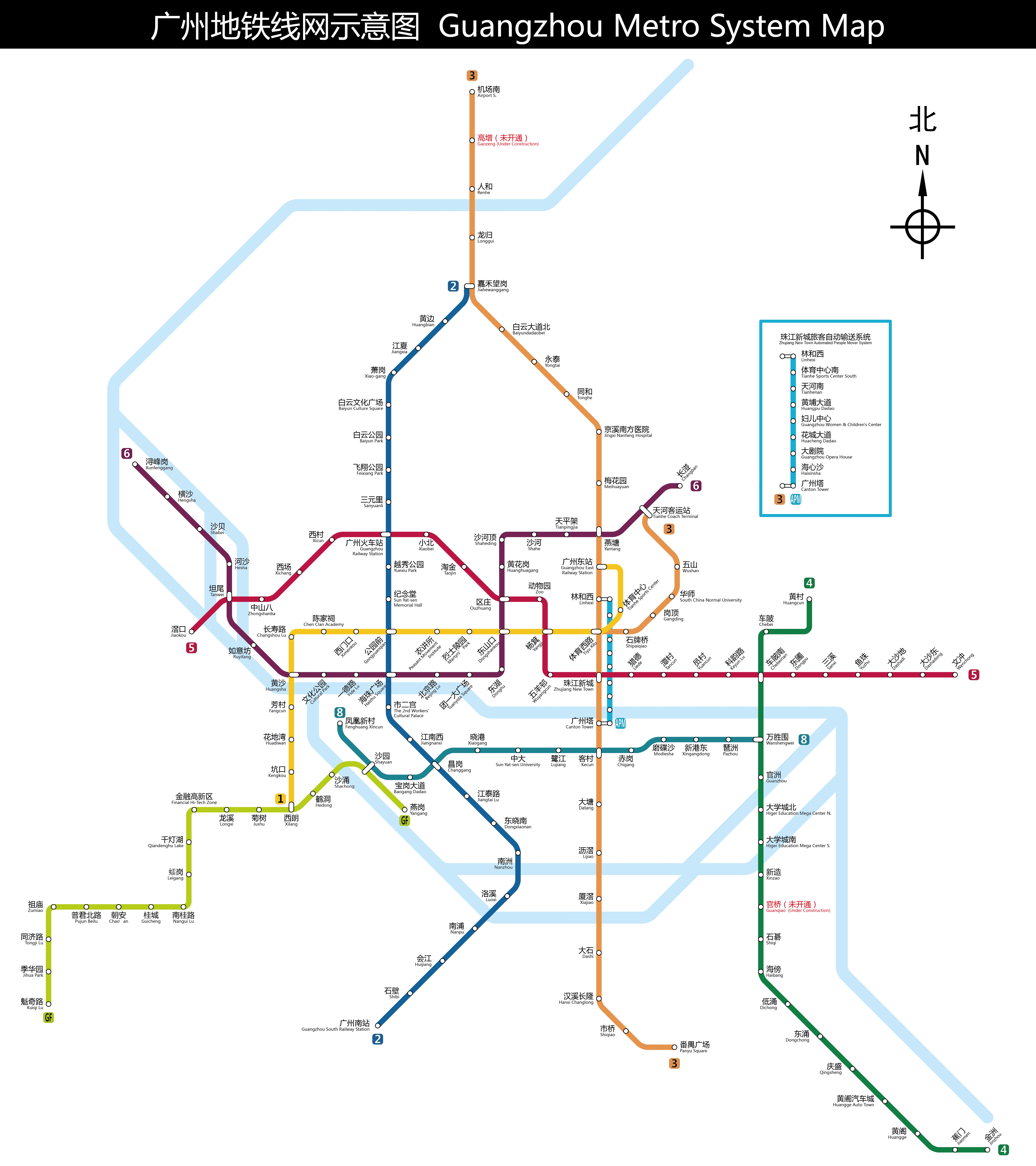
Bản đồ hệ thống tàu điện ngầm Quảng Châu

Khi tuyến đầu tiên của Metro Quảng Châu được khai trương vào năm 1997, Quảng Châu là thành phố thứ tư ở Trung Quốc đại lục để có một hệ thống đường sắt ngầm, phía sau Bắc Kinh, Thiên Tân và Thượng Hải. Hiện tại mạng lưới tàu điện ngầm được tạo thành 13 tuyến, bao gồm tổng chiều dài 390,7 km (242,8 dặm). [132] Một kế hoạch dài hạn là làm cho hệ thống metro của thành phố mở rộng đến hơn 500 km (310 dặm) vào năm 2020 với 15 tuyến hoạt động. Ngoài hệ thống tàu điện ngầm còn có tuyến Haizhu Tram đã được khai trương vào ngày 31 tháng 12 năm 2014.
Hệ thống Xe buýt Nhanh Quảng Châu (GBRT) được giới thiệu vào năm 2010 dọc Đường Trung Sơn. Nó có một số kết nối với tàu điện ngầm và là hệ thống Xe buýt nhanh tốc Xe buýt lớn thứ hai trên thế giới với 1.000.000 hành khách mỗi ngày. Nó xử lý 26.900 pphpd trong giờ cao điểm chỉ sau hệ thống TransMilenio BRT ở Bogota. Hệ thống này có tốc độ trung bình 1 xe buýt mỗi 10 giây hoặc 350 giờ một chiều theo một hướng và chứa các trạm BRT dài nhất thế giới - khoảng 260 m (850 ft) bao gồm các cây cầu.

### Đường không

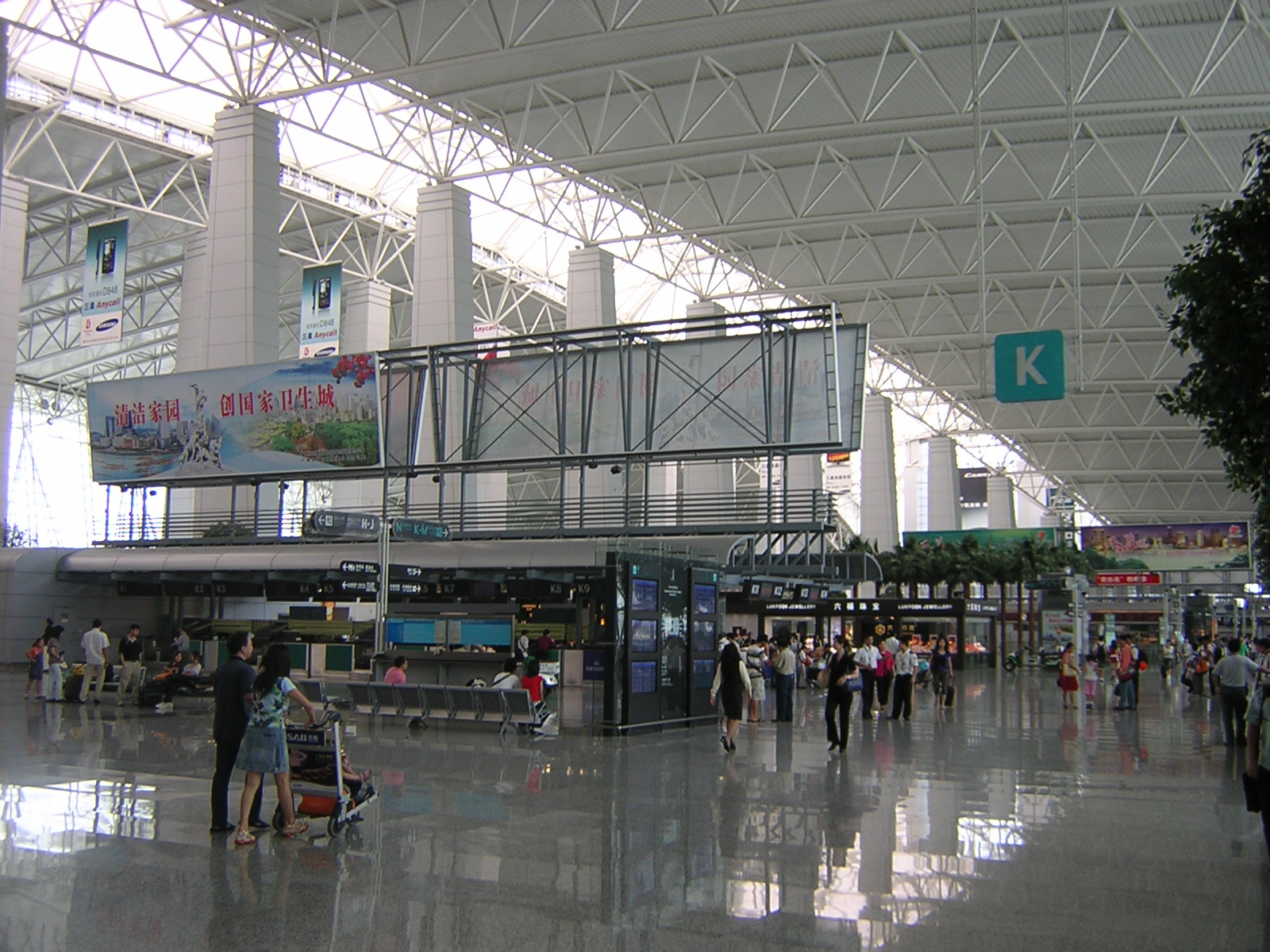
Sân bay Bạch Vân

Sân bay chính của Quảng Châu là sân bay Quốc tế Bạch Vân Quảng Châu thuộc quận Bạch Vân; nó được mở ra vào ngày 5 tháng 8 năm 2004. Sân bay này là sân bay bận rộn thứ hai về lưu thông ở Trung Quốc. Nó thay thế Sân bay Quốc tế Bạch Vân cũ, rất gần với trung tâm thành phố nhưng không đáp ứng nhu cầu giao thông hàng không nhanh chóng của thành phố. Sân bay Quốc tế Bạch Vân cũ đã hoạt động được 72 năm.
Sân bay quốc tế Quảng Châu Bạch Vân hiện có ba đường băng, với hai kế hoạch nữa. Trạm 2 đang được xây dựng và sẽ mở vào năm 2018.

### Đường sắt

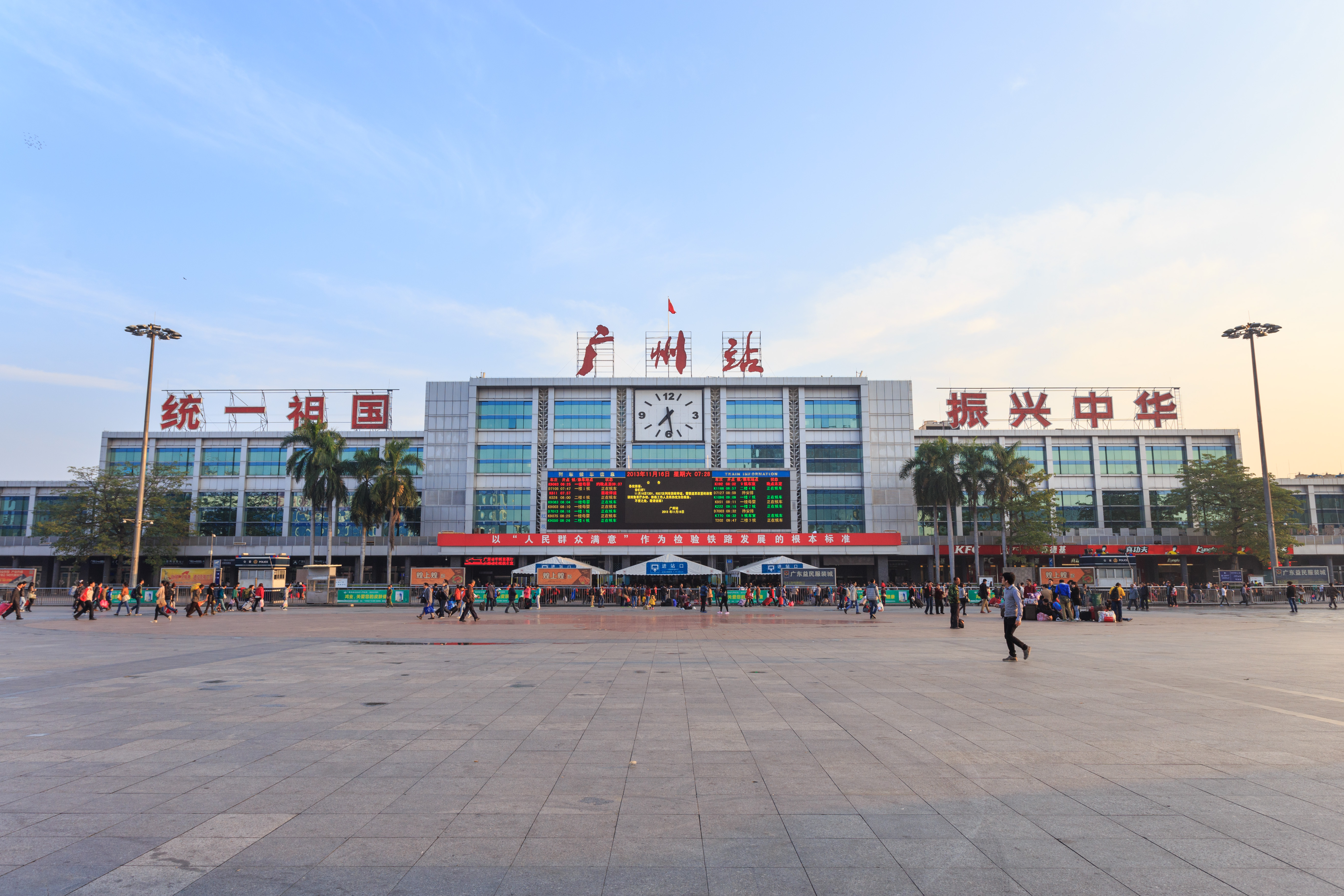
Ga Quảng Châu

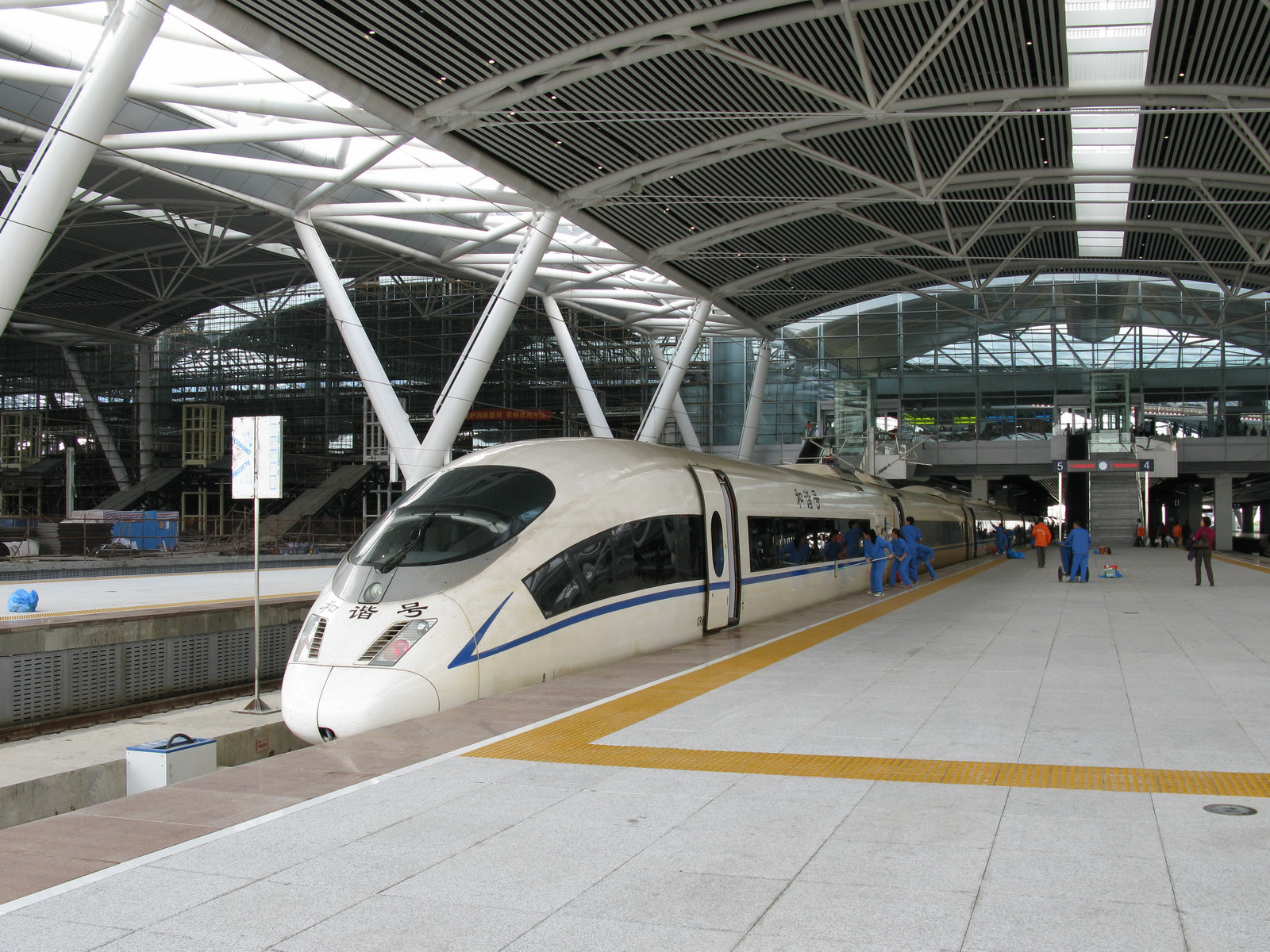
Một chiếc tàu cao tốc dừng chân ở Quảng Châu

Quảng Châu là điểm cuối của tuyến đường sắt cao tốc Bắc Kinh-Quảng Châu, Quảng Châu - Thâm Quyến, Quảng Châu-Mậu Danh và Quảng Châu-Hàng Châu-Sán Đầu. Vào cuối năm 2009, tuyến đường sắt cao tốc Vũ Hán-Quảng Châu đã bắt đầu dịch vụ với nhiều đoàn tàu chạy dài 980 km (608,94 dặm) với tốc độ tối đa 320 km/h. Vào tháng 12 năm 2014, Đường sắt cao tốc Quý Dương-Quảng Châu và Đường sắt Nam Ninh- Quảng Châu bắt đầu dịch vụ với các đoàn tàu chạy với tốc độ tối đa là 250 km/h và 155 km/h (124 mph). Tàu Quảng Đông qua ga khởi hành từ ga đường sắt Quảng Châu phía Đông và đến trạm Hungfer Hom KCR ở Cửu Long, Hồng Kông. Tuyến này dài khoảng 182 km (113 dặm) và chuyến đi mất ít hơn hai giờ. Dịch vụ huấn luyện thường xuyên cũng được cung cấp với các huấn luyện viên khởi hành mỗi ngày từ các địa điểm khác nhau (chủ yếu là các khách sạn lớn) quanh thành phố. Một số đường sắt khu vực chiếu từ Quảng Châu bắt đầu hoạt động như Đường sắt liên tỉnh Quảng Châu - Chu Hải và đường sắt Intercity Quảng Châu - Triệu Khánh.

## Thành phố kết nghĩa
- Fukuoka, Nhật Bản (tháng 5 năm 1979)
- Los Angeles, Hoa Kỳ (ngày 2 tháng 3 năm 1982)
- Manila, Philippines (tháng 11 năm 1982)
- Vancouver, Canada (tháng 3 năm 1985)
- Sydney, Úc (tháng 5 năm 1986)
- Bari, Ý (tháng 11 năm 1986)
- Frankfurt am Main, Đức (ngày 11 tháng 4 năm 1988)
- Lyon, Pháp (tháng 11 năm 1988)
- Auckland, New Zealand, (tháng 2 năm 1989)
- Gwangju, Hàn Quốc (tháng 10 năm 1996)
- Linköping, Thụy Điển (tháng 11 năm 1997)
- Durban, Cộng hoà Nam Phi (tháng 7 năm 2000)
- Bristol, Anh (tháng 5 năm 2001)
- Yekaterinburg, Nga (ngày 10 tháng 7 năm 2002)
- Huế, Việt Nam (ngày 26 tháng 10 năm 2003)
- Arequipa, Perú (ngày 27 tháng 10 năm 2004)

## Hình ảnh về Quảng Châu

Vị trí của Quảng Châu Lưu trữ ngày 21 tháng 3 năm 2016 tại Wayback Machine
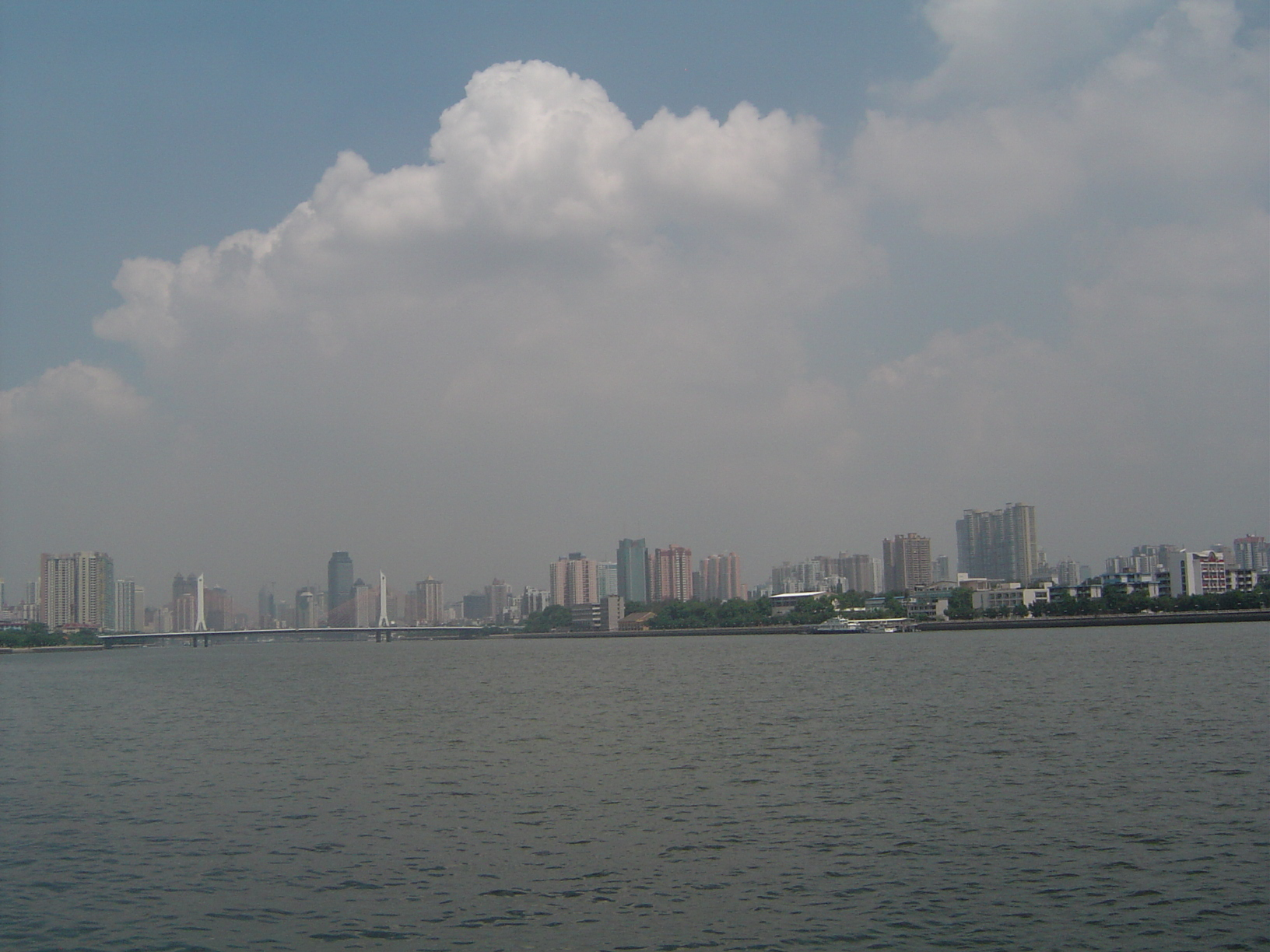
Sông Châu Giang
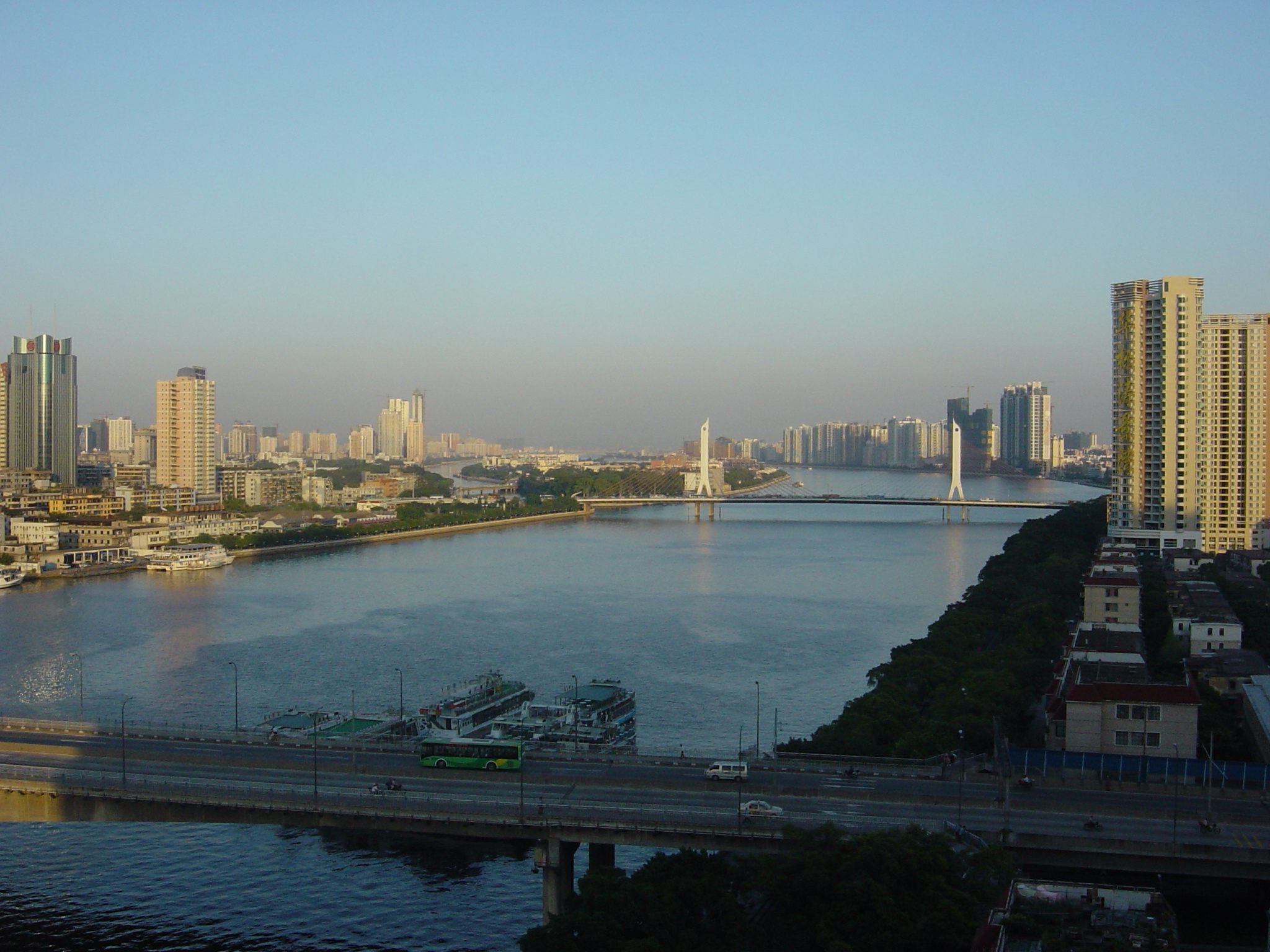
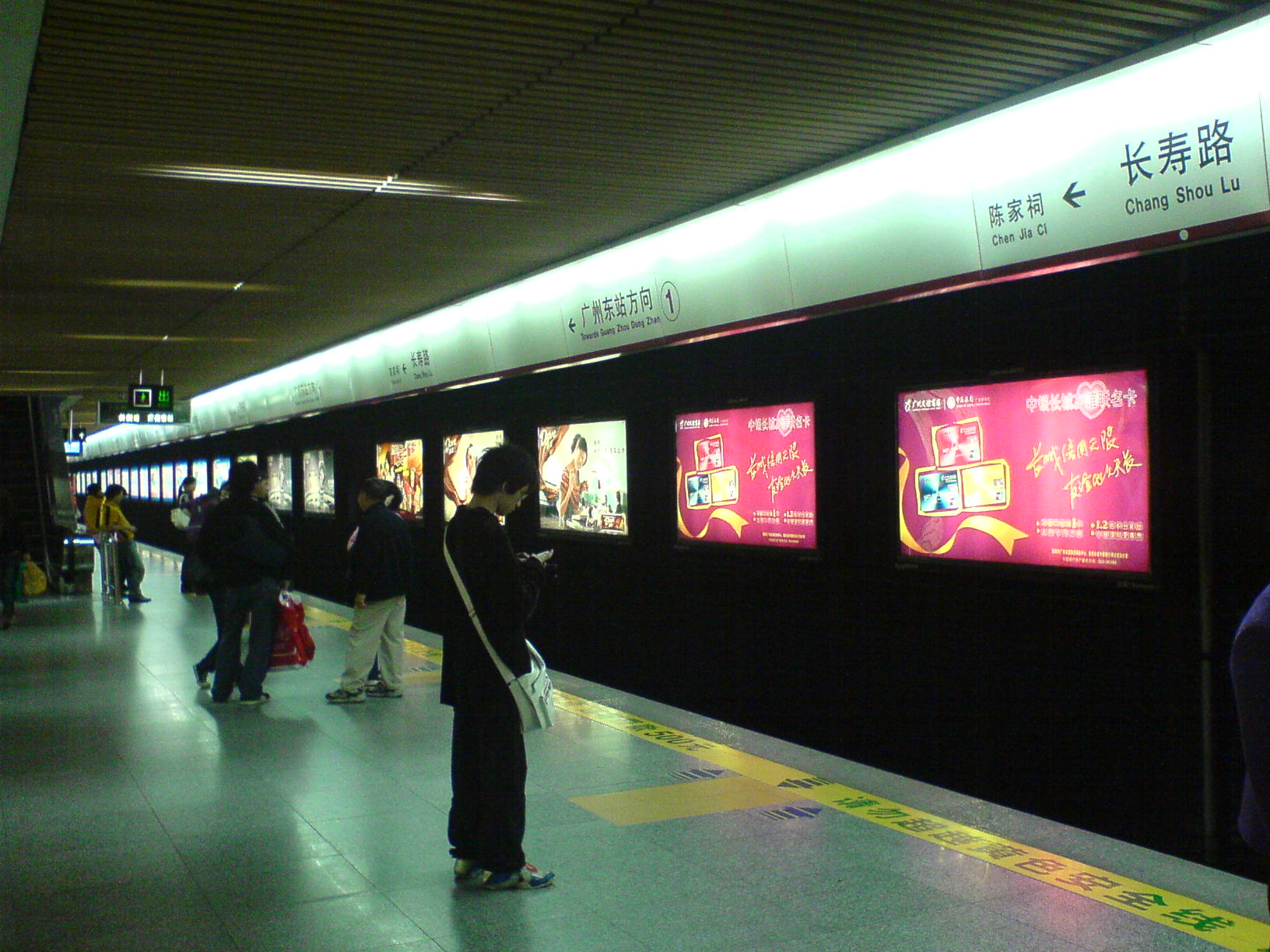
Bến tàu điện ngầm
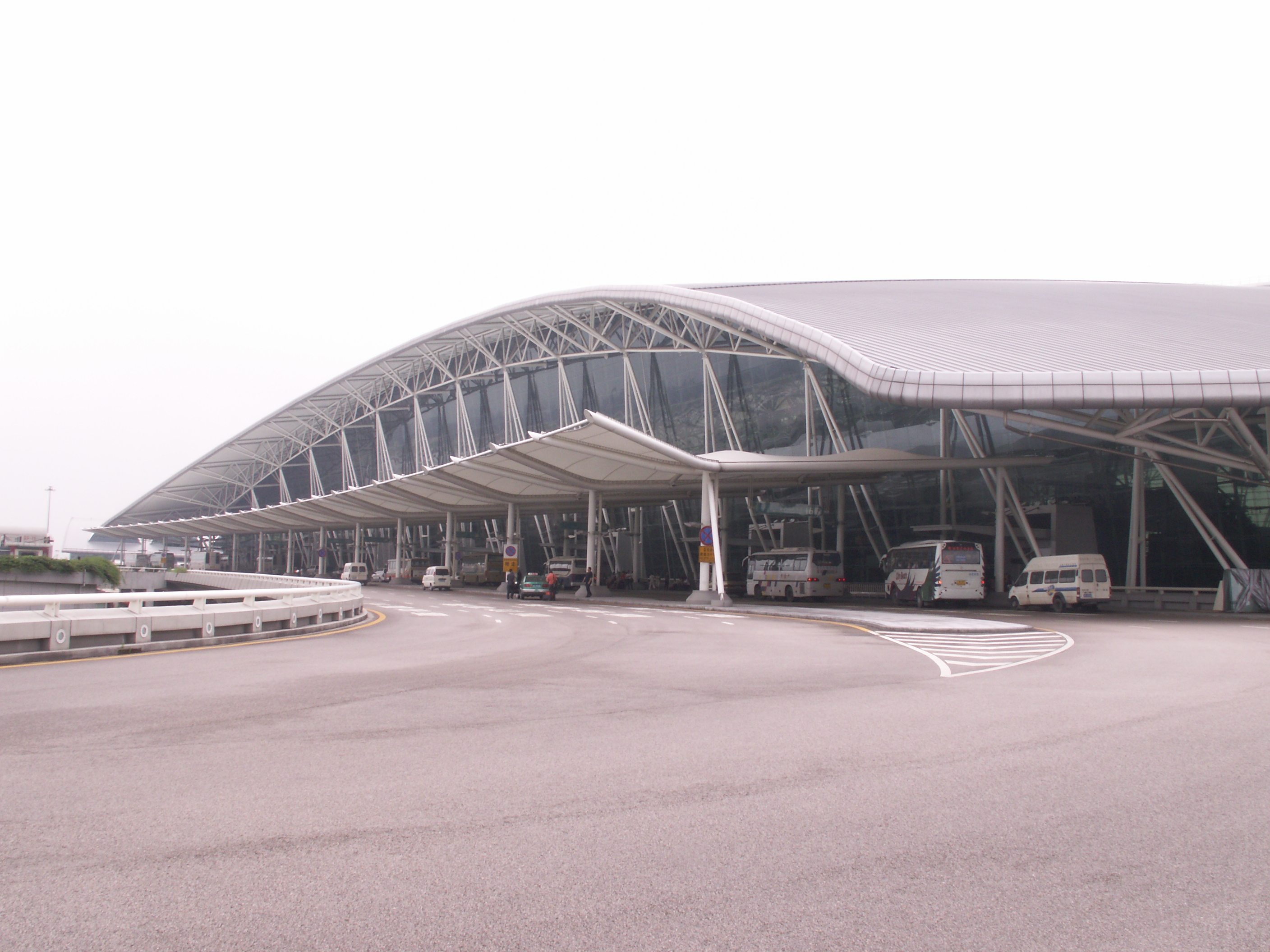
Sân bay quốc tế Bạch Vân
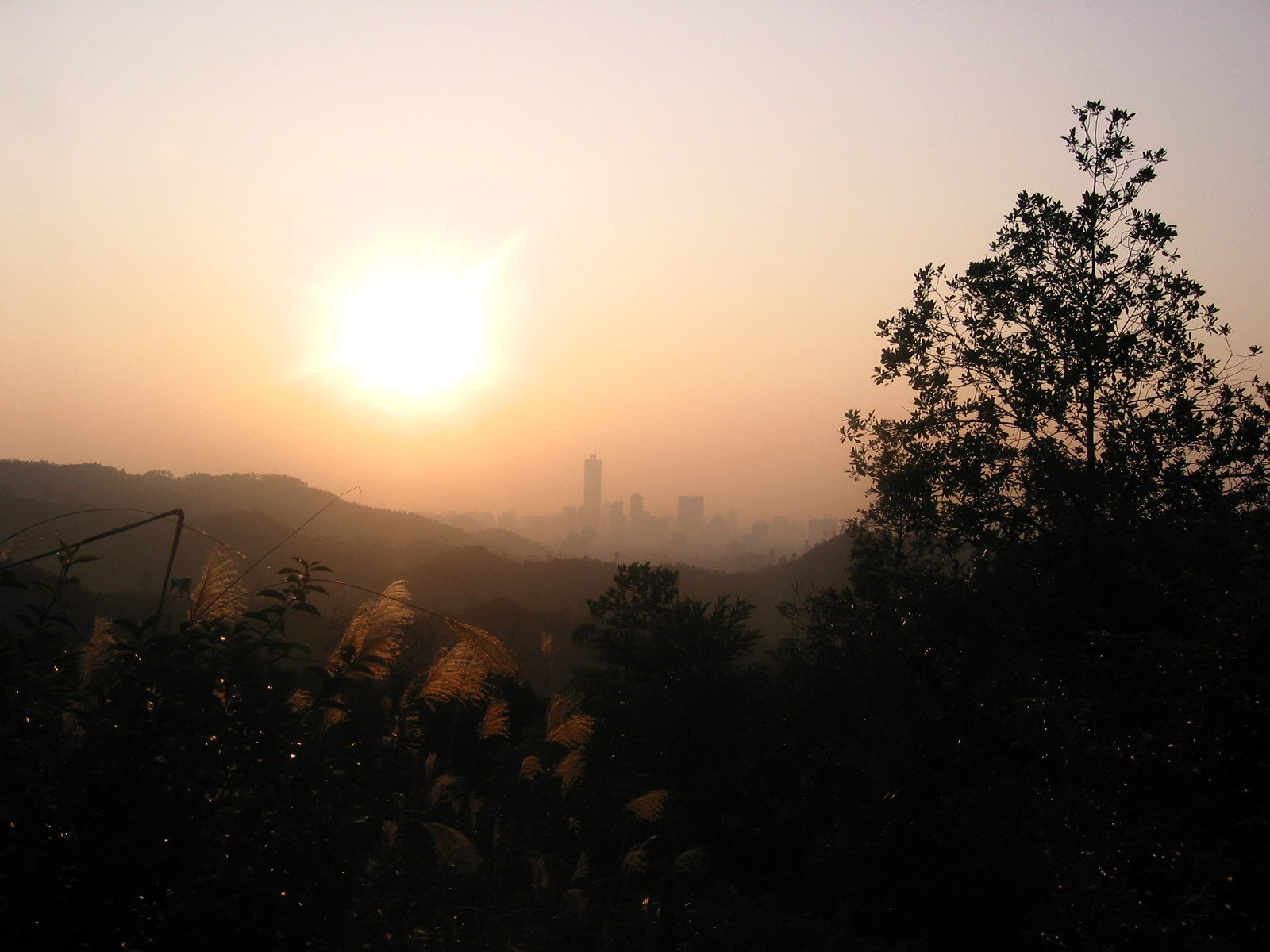
Từ núi Bạch Vân
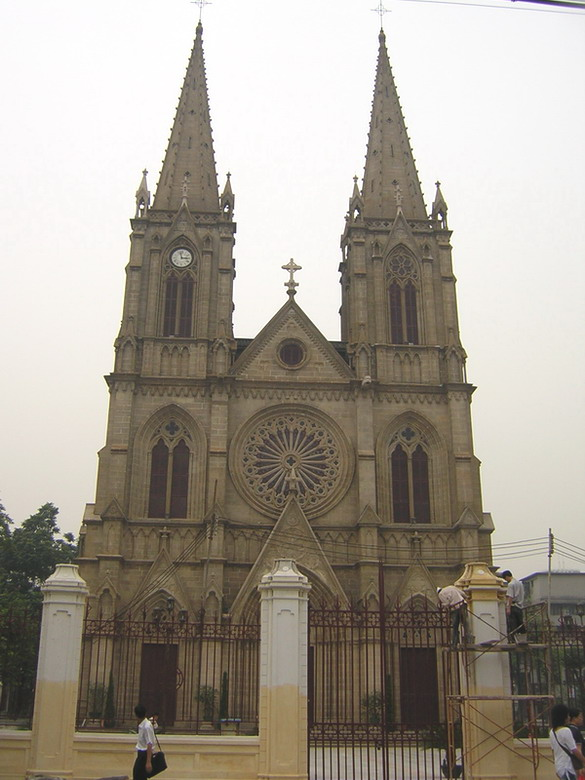
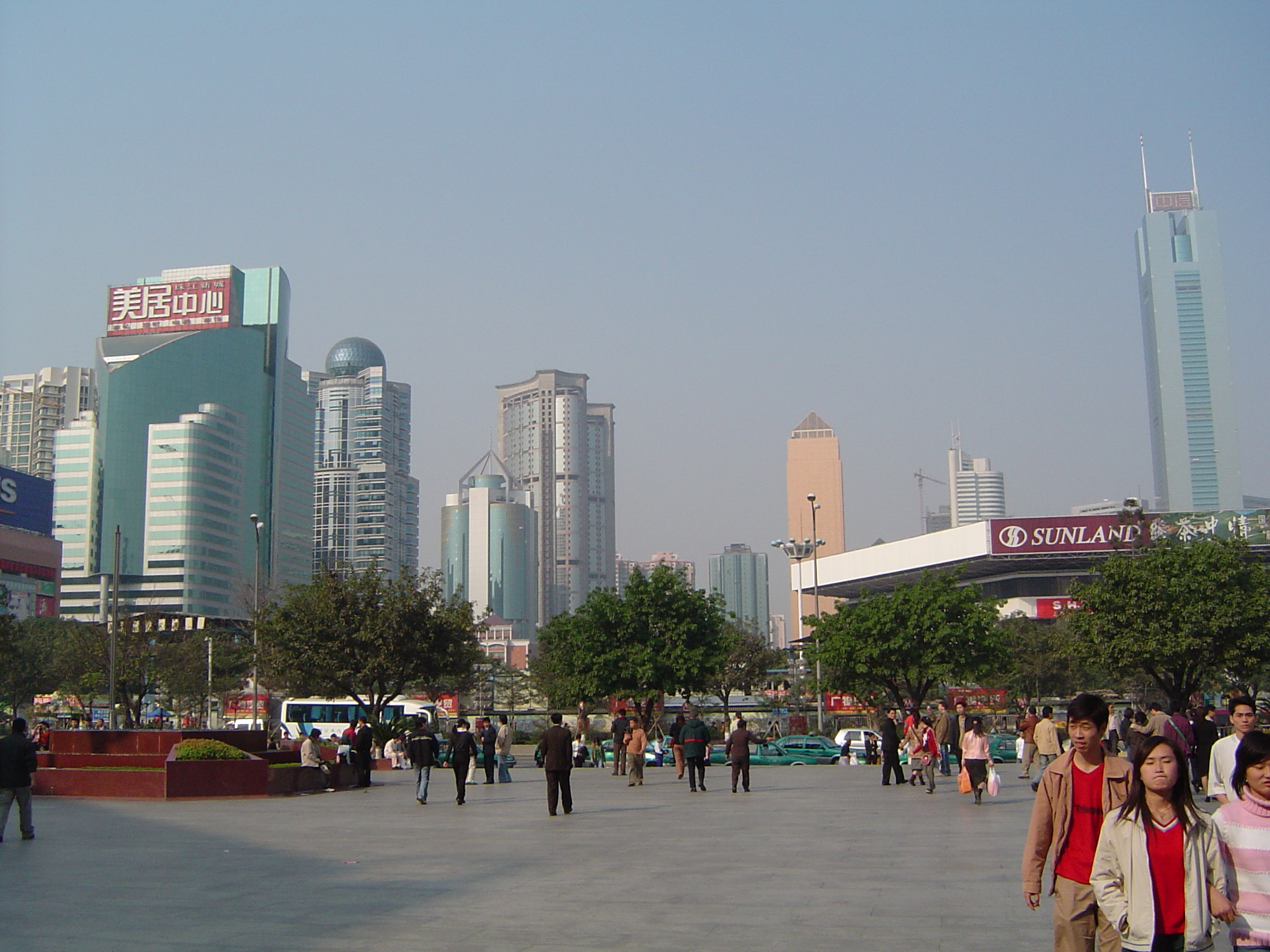
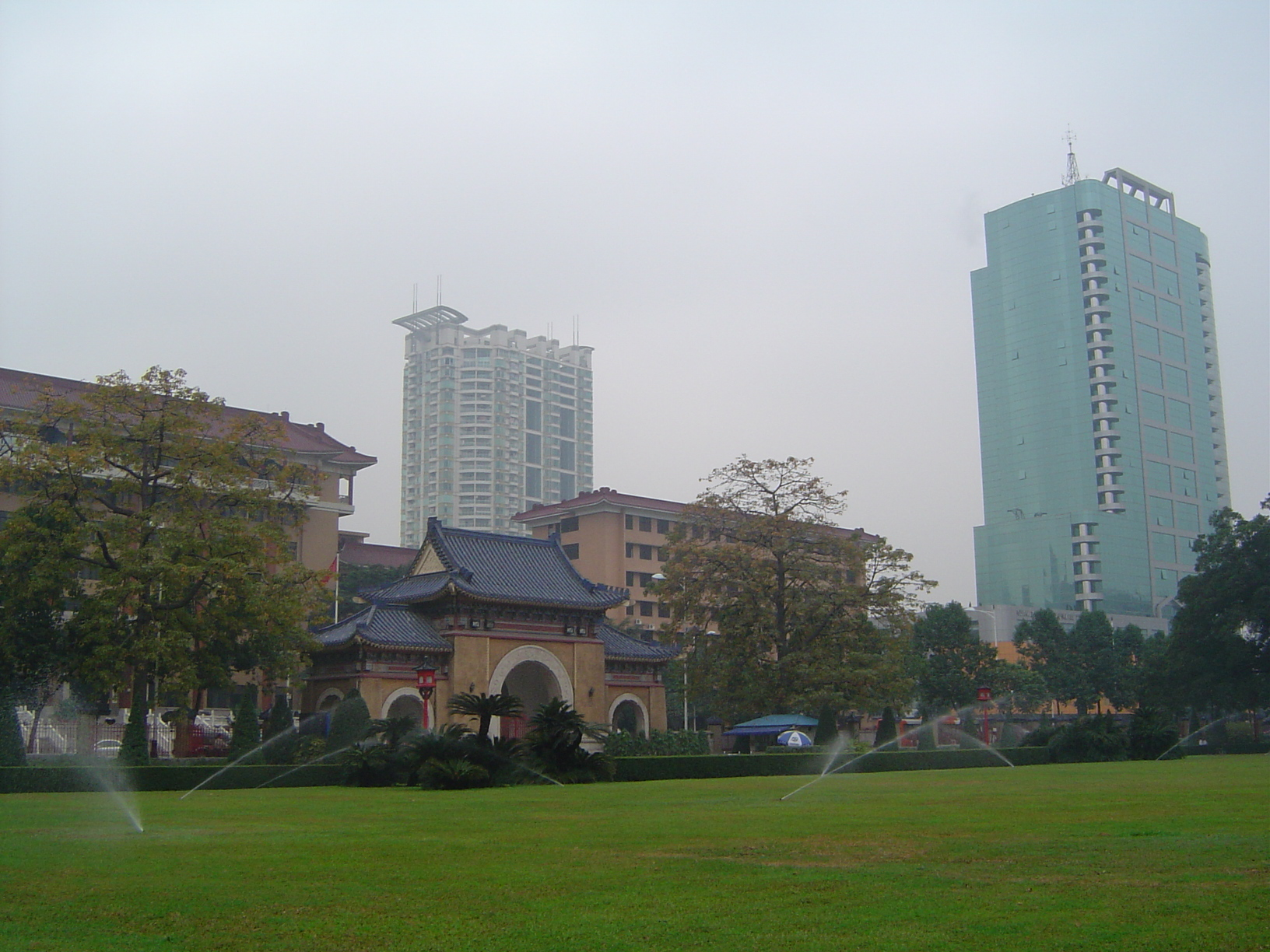
Công viên ở Quảng Châu Lưu trữ ngày 21 tháng 3 năm 2016 tại Wayback Machine
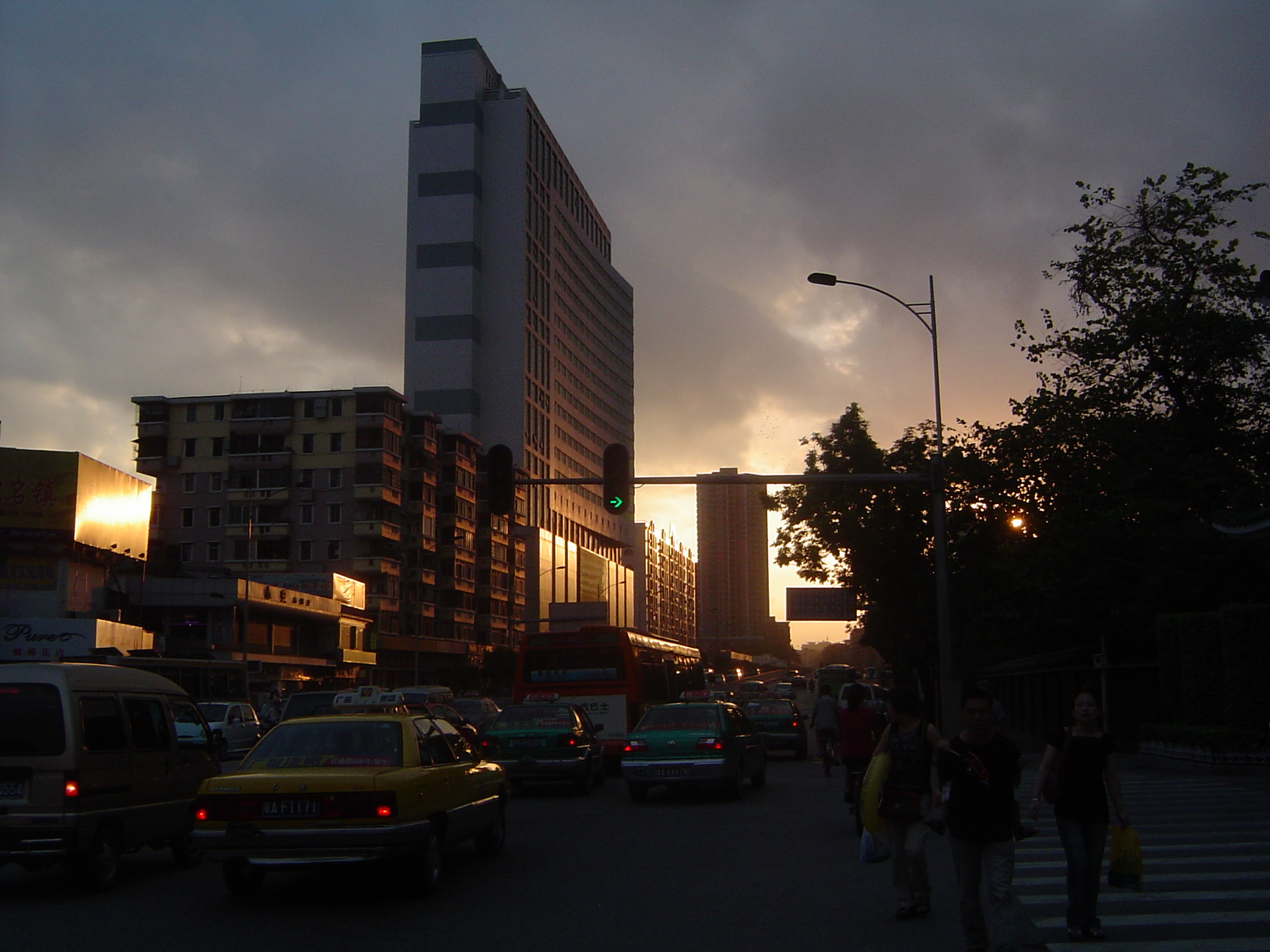
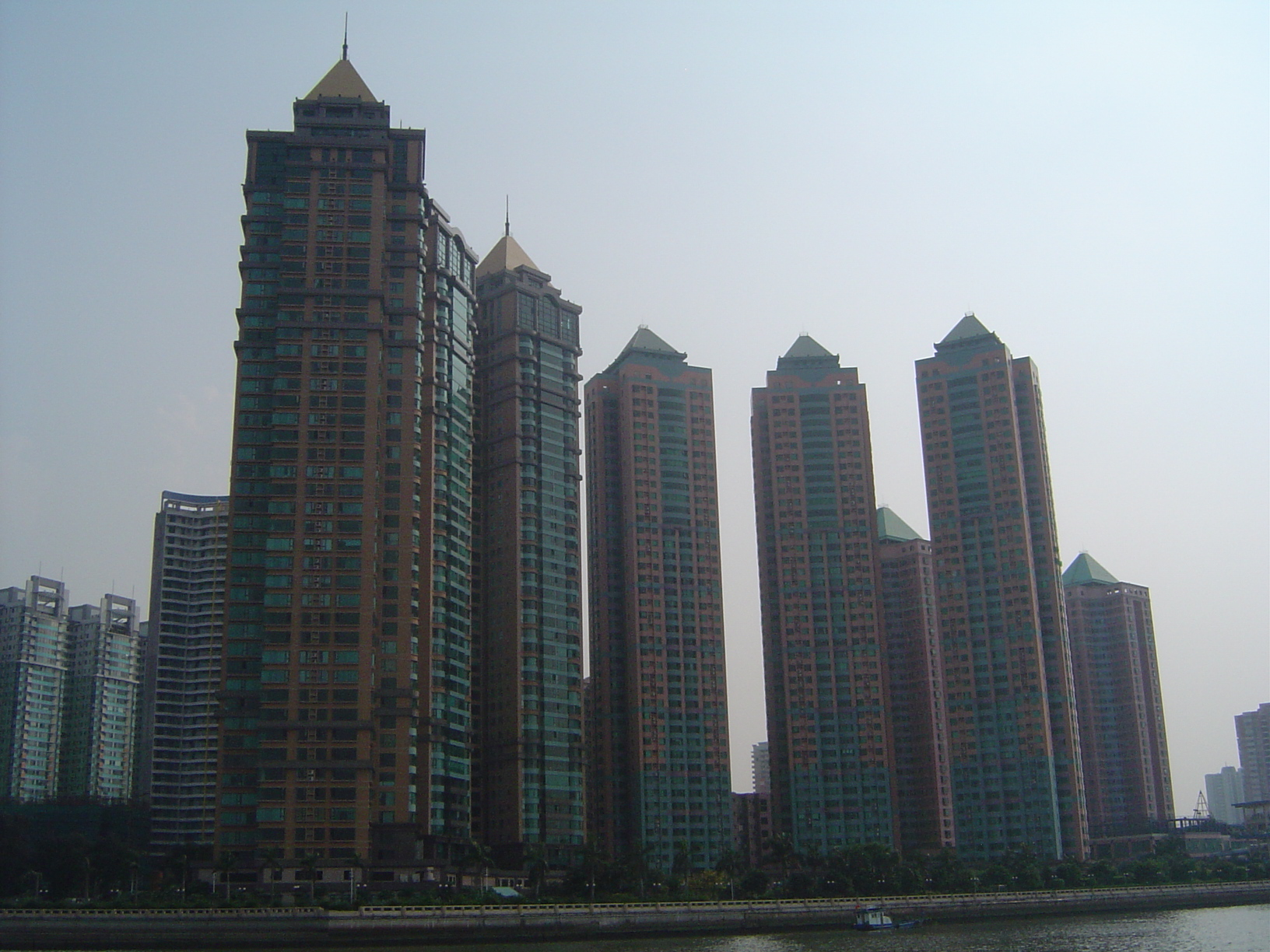
Khu chung cư
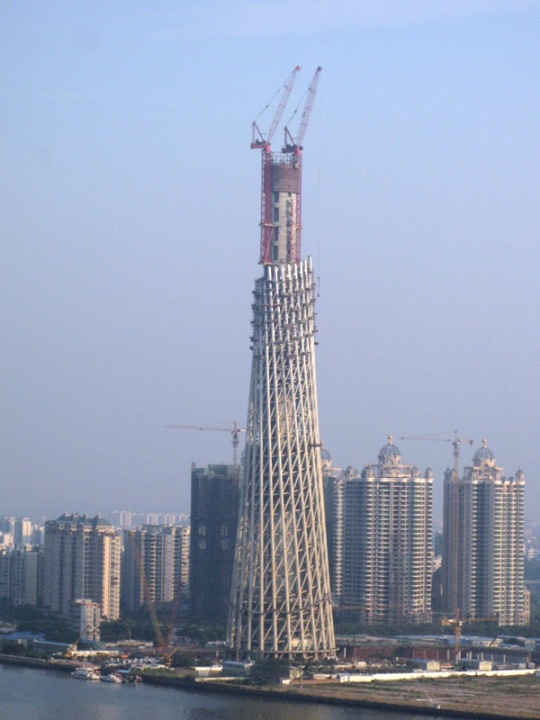
Tháp truyền hình, 2007
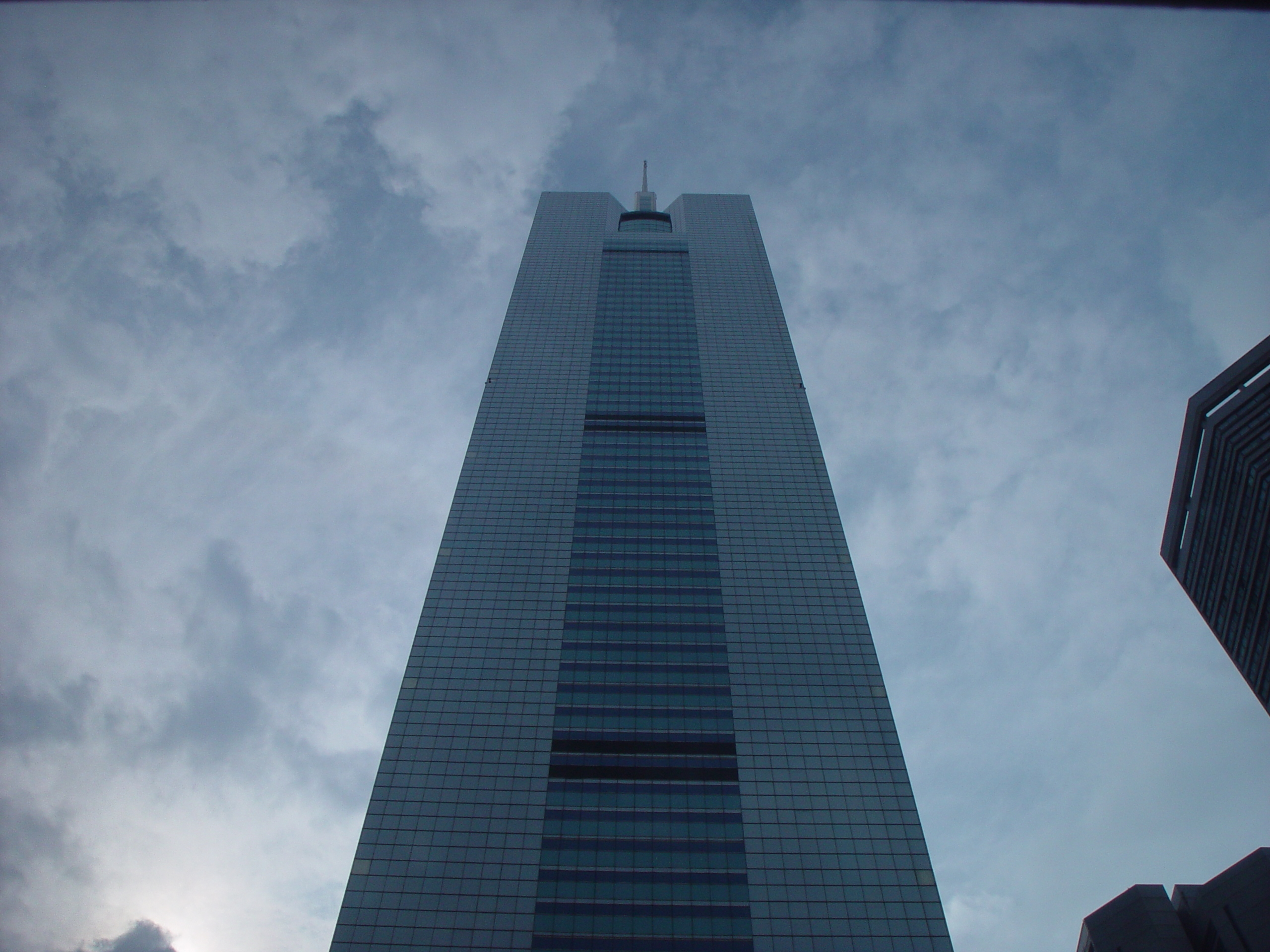